# Longue Marche (fusée)
Pour les articles homonymes, voir Longue Marche (homonymie).

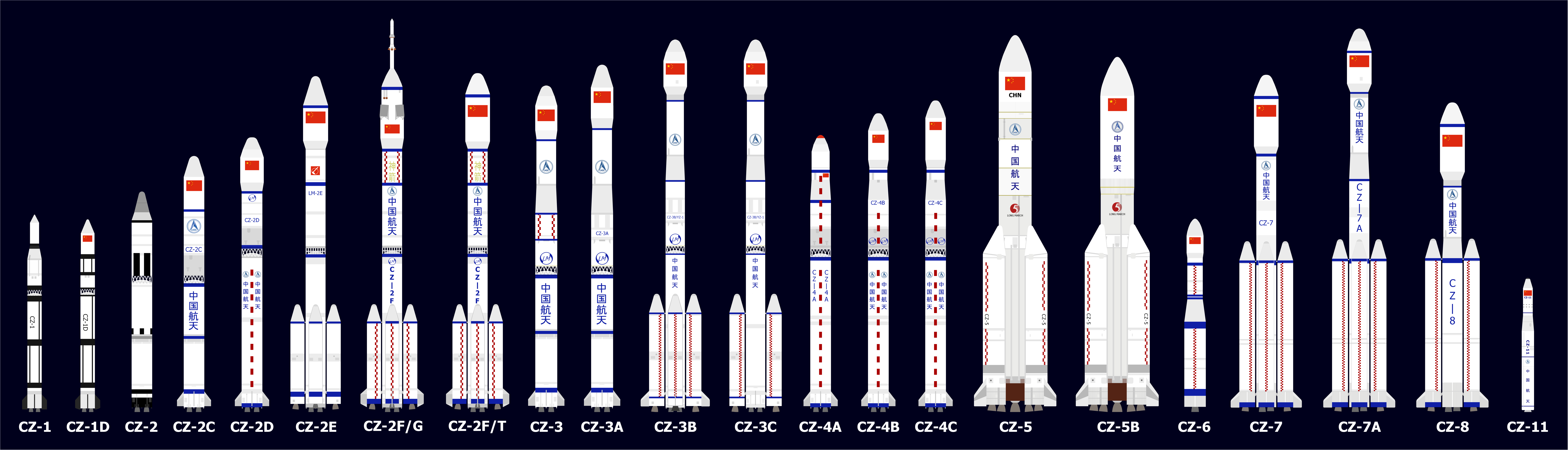
Schéma récapitulatif des différentes versions de Longue Marche ayant volé (à l'exception de la CZ-6A).

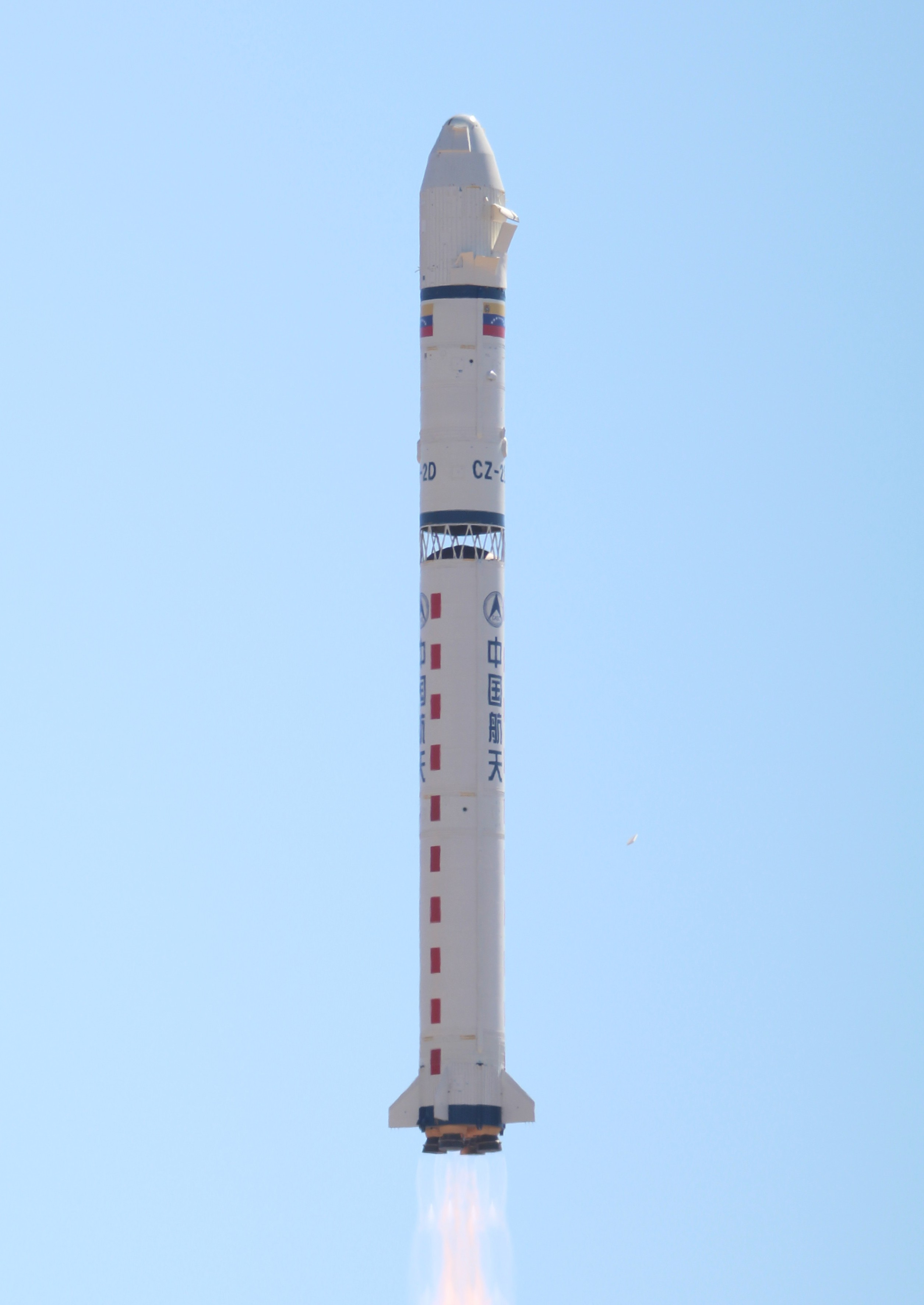
Décollage d'une Longue Marche 2D, lançant le satellite VRSS-1.

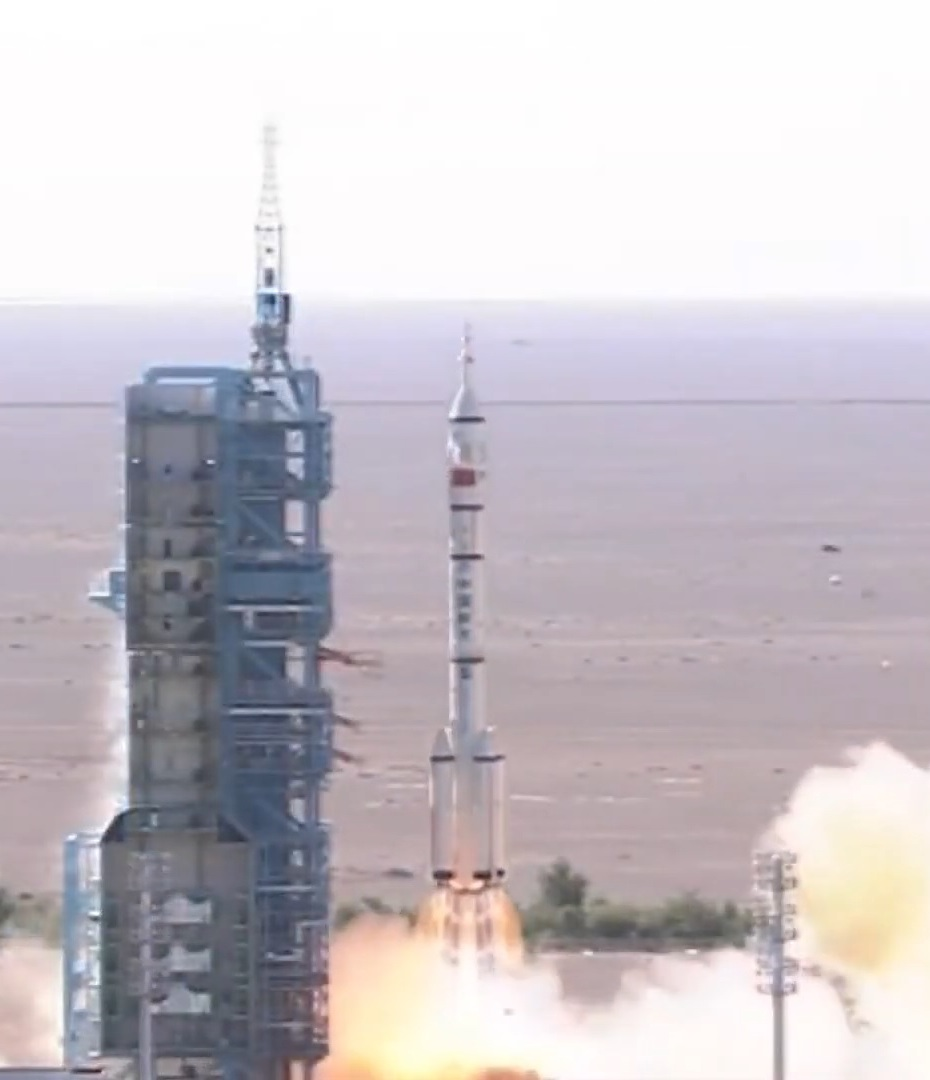
Décollage d'une Longue Marche 2F, emportant trois taïkonautes pour la mission Shenzhou 12.

Les lanceurs Longue Marche (abrégé en LM ou CZ, en chinois : 长征系列运载火箭 ; en pinyin : Chángzhēng xìliè yùnzài huǒjiàn), également appelés Chang Zheng, constituent une famille de lanceurs développés par la république populaire de Chine. La famille s'articule autour de trois catégories, les lanceurs traditionnels, de nouvelle génération, et les lanceurs à poudre. Les lanceurs traditionnels furent développés dans les années 60 et 70 et deviendront les premiers lanceurs chinois (Longue Marche 1 et 2), lancés depuis la base historique de Jiuquan. Par la suite dans les années 80, des versions spécialisées pour certains types de missions furent mises en service (Longue Marche 3 pour l'orbite géostationnaire et Longue Marche 4 pour l'orbite héliosynchrone) depuis de nouvelles bases de lancement, à Xichang et Taïyuan. La diversité de l'offre proposée et des décisions politiques favorables mèneront à l’essor des vols commerciaux de satellites américains en Chine durant les années 90, avant que ces derniers ne se fassent bien plus rares à la suite de graves accidents et plusieurs sanctions américaines. Les années 2000 seront consacrées à l'amélioration et l'optimisation des lanceurs existants, et à l'entrée de la Chine dans l'ère du vol spatial habité, avec l'envoi de Yang Liwei, premier taïkonaute, sur Shenzhou 5 en 2003.
En 2015 et 2016, une nouvelle génération de lanceurs a été mise en service, permettant au pays de décupler ses capacités d'emport de charges lourdes, ouvrant la voie à la réalisation de plusieurs missions d'exploration de grande envergure et d'une grande station spatiale. Ces nouveaux lanceurs, Longue Marche 5, 6, 7 et 8 utilisent des ergols non-toxiques, et sont lancés pour certains depuis une nouvelle base de lancement, située à Wenchang. La Longue Marche 11, lanceur à poudre exploité depuis 2015, permet l'envoi de charges légères depuis les bases chinoises, mais également depuis une plateforme en mer, depuis 2019. À l'avenir, le pays souhaite développer des lanceurs réutilisables (Longue Marche 6X, Longue Marche 8R), ainsi que des lanceurs super-lourds pour supporter de futurs vols habités lunaires et martiens (Longue Marche 9). Après plus de 50 ans d'existence, la famille des Longue Marche est aujourd'hui la 4e famille de lanceurs la plus tirée de l'histoire.
Les lanceurs Longue Marche couvrent aujourd'hui une large gamme de capacités d'emport, allant du lanceur léger Longue Marche 11 au lanceur lourd Longue Marche 5 en passant par des lanceurs moyens comme la Longue Marche 2. Ces véhicules sont utilisés pour lancer les différents types de satellites chinois (militaires, communications, observation de la Terre, scientifiques), des satellites commerciaux, des missions d'exploration du Système Solaire, les vaisseaux spatiaux habités du programme Shenzhou, ainsi que les cargos Tianzhou et les stations spatiales chinoises (Tiangong, SSC). Le 10 mars 2019, la barre du 300e lancement est atteinte. Le groupe d’aérospatiale CASC rappelle qu’il a fallu 37 ans pour arriver au chiffre de 100 lancements Longue Marche, puis sept de plus pour les 100 suivants, et seulement quatre ans pour aller du 201e au 300e lancement.

## Historique
Le nom de la famille de fusées fait référence à la Longue Marche chinoise, qui est un des épisodes les plus importants et symboliques de la guerre civile chinoise, ayant abouti à l'avènement de la république populaire de Chine. Cela fait aussi référence au long chemin que le programme spatial chinois a eu à parcourir depuis ses débuts, ce majoritairement à travers cette famille de lanceurs.

### Contexte et développement (1958-1970)
Comme les autres puissances spatiales de l'époque, la Chine a commencé par développer des missiles balistiques, qui ont par la suite constitué le point de départ pour la réalisation de lanceurs orbitaux. Au milieu des années 1950, l'industrie des missiles balistiques chinois se développe avec l'aide des ingénieurs soviétiques. À l'époque les dirigeants chinois entretiennent des liens étroits avec l'Union soviétique considérée comme un pays frère régi par les mêmes principes socialistes. Le lancement d'un satellite artificiel fait partie des objectifs inscrits dans la politique du Grand Bond en avant déclenchée par Mao Zedong en mai 1958 et la construction de la base de lancement de Jiuquan en Mongolie-Intérieure à la limite du désert de Gobi est décidée. La décision de lancer de programme, alors dénommé Projet 581, a été prise lors de la deuxième session de la huitième conférence du Parti communiste chinois, et fait suite à la mise en orbite réussie du premier satellite artificiel de l'histoire, Spoutnik 1, par l'Union soviétique. Un budget de 200 millions de yuans est alors débloqué, devant permettre la construction d'installations d'essais de moteur à Jiuquan, le développement de composants électroniques pouvant résister au vide spatial, et la construction d'un pas de tir. Une délégation chinoise tentera la même année d'organiser une visite du cosmodrome de Baïkonour, en URSS, mais cela leur sera refusé par Moscou, qui ne leur permettra que de voir un lancement de fusée-sonde. Toutefois, après tous ces efforts engagés, les responsables chinois réalisent que leur ambition est bien trop élevée comparée aux moyens dont dispose le pays, qui possède alors une économie très fragilisée par le Grand Bond en avant, lancé à la même époque. De plus, plusieurs dissensions ont mené à de nombreux retards. Certains préféraient l'utilisation de missiles R-2 soviétiques, là où d'autres auraient voulu le développement d'un lanceur complètement national. En plus de cela, la réalisation d'un unique moteur fusée aurait nécessité à cette époque de regrouper plusieurs centaines d'entreprises et de créer des machines dont la Chine ne maîtrisait pas la fabrication. Enfin, l'Union soviétique refuse désormais de livrer des missiles R-12 de nouvelle génération. Par conséquent, le Projet 581 est annulé à la fin de l'année 1959, et le gouvernement préféra se concentrer sur la réalisation de fusées-sondes, ce qui débouchera sur la fusée T-7.
Malgré l'annulation du Projet 581, une petite équipe de scientifiques continue à travailler sur le secteur spatial. De plus, le programme d'armement nucléaire n'est pas stoppé, mais progresse plus lentement. Le 10 septembre 1960, la Chine réalise son premier tir de missile balistique depuis la base de Jiuquan, grâce à un R-2 soviétique, rempli avec du carburant chinois. Le 5 novembre, un autre essai est tenté, avec cette fois un missile R-2 entièrement fabriqué en Chine. Mais ceci marquera le dernier échange entre les deux pays, à cause de la détérioration des relations entre la Chine et l'Union soviétique. Par la suite, les scientifiques chinois devront se baser sur leurs propres technologies.
Au milieu des années 1960, la situation économique du pays commence à s'améliorer, de plus, l'expérience engendrée par les tirs de fusées-sondes permet d'envisager de nouveaux développements dans le secteur spatial chinois. En avril 1965, une feuille de route est créée avec le but de lancer un satellite artificiel dans les cinq ans. Le Comité Spécial du Conseil Central approuva le projet et demanda à l'académie chinoise des sciences ou CAS de concevoir les grandes lignes du premier satellite en moins d'une dizaine de jours. Il en découla le satellite dénommé Dong Fang Hong 1 (« L'Orient est Rouge 1 »), qui est conçu pour avoir une masse approximative d'une centaine de kilogrammes et une forme de sphère d'un mètre de diamètre. Le 2 août 1965, le Projet 651 est adopté, comprenant le développement du premier satellite ainsi que de son lanceur orbital. Le 26 novembre 1965, la France réalise son premier vol orbital, en envoyant avec succès le satellite Astérix en orbite avec son lanceur Diamant, montrant non seulement que l'orbite n'était pas réservée qu'aux Américains et Soviétiques, mais aussi que la Chine se devait d'être parmi l'une des premières nations à atteindre l'orbite.

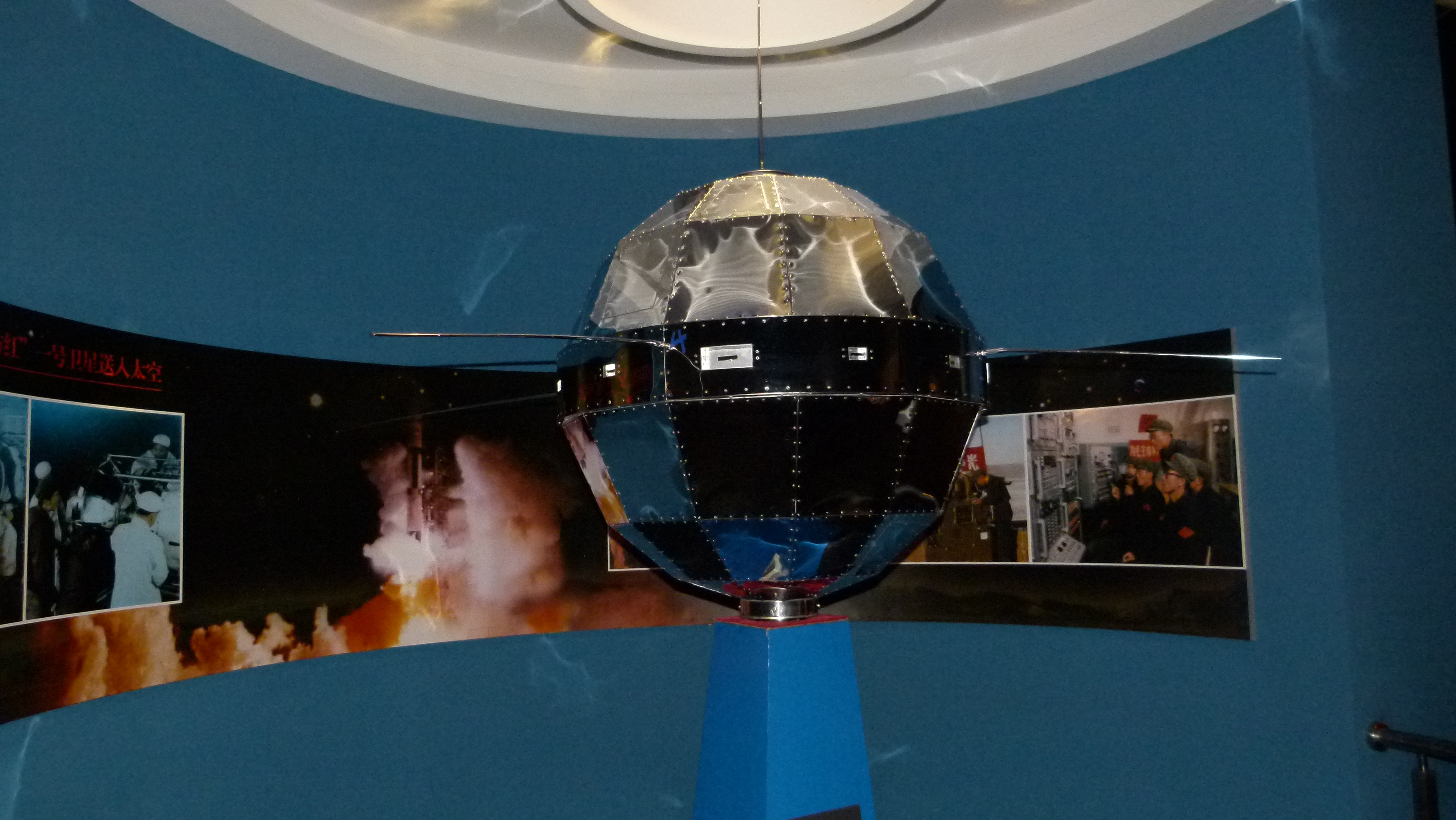
Premier satellite chinois, Dong Fang Hong 1.

En fin d'année, une conférence se tient à Pékin, qui permettra de déterminer les caractéristiques précises des éléments du programme et de répartir ces éléments aux différents constructeurs du pays. En 1966, le gouvernement chinois commence également à envisager le développement de lanceurs plus puissants, ainsi que de plusieurs types de satellites. Le futur lanceur orbital chinois, nommé Longue Marche 1, est composé d'un missile DF-4, qui est surmonté d'un troisième étage à propergol solide pour finaliser la mise en orbite. Le développement de ce missile devait également servir de base à la réalisation du futur DF-5, qui aurait dû être utilisé pour l'envoi du vaisseau habité Shuguang. La mise au point d'un propulseur à carburant solide pour le troisième étage du lanceur fut une étape majeure pour les Chinois, à la fin des années 1960. Ce troisième étage à poudre fut testé à bord de la fusée-sonde T-7A lors de deux vols ayant eu lieu en août 1968. Ces deux essais en vol furent des succès, l'étage prouvant sa capacité à s'allumer à n'importe quelle altitude comprise entre 100 et 320 kilomètres. Après deux vols d'essais du missile DF-4 fin 1969 et début 1970, la première Longue Marche 1 opérationnelle décolla de la base de Jiuquan le 24 avril 1970, plaçant avec succès le satellite Dong Fang Hong 1 en orbite basse. La Chine devient la cinquième puissance spatiale après l'Union soviétique (Spoutnik), les États-Unis (Explorer 1), la France (Astérix) et le Japon (Ōsumi), et la troisième puissance à réussir une mise en orbite du premier coup, après l'Union soviétique et la France.

### Développement de laLongue Marche 2(1970-1975)

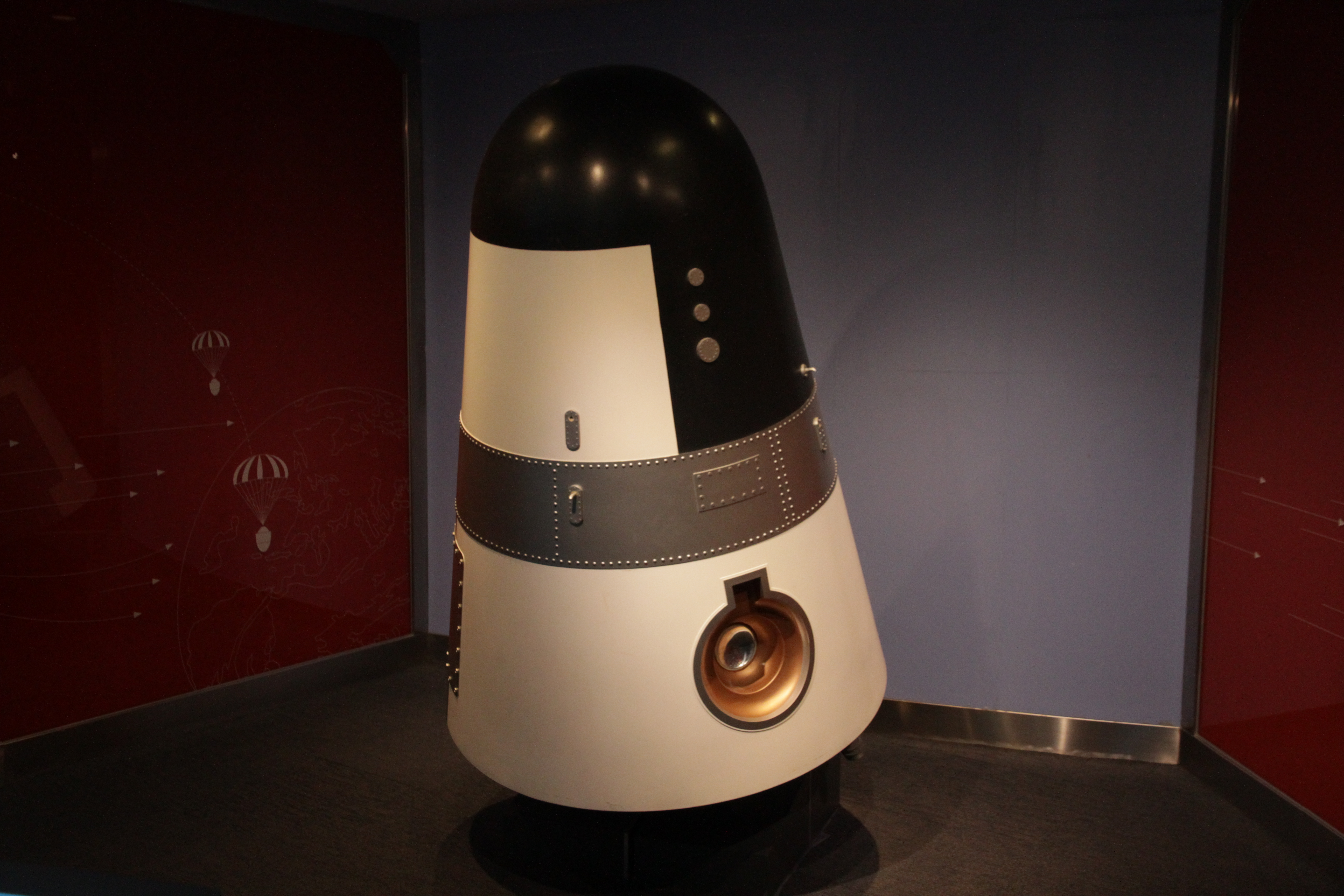
Maquette des satellites récupérables FSW, lancés sur CZ-2.

Après le premier lancement réussi de la Longue Marche 1, un deuxième tir est réalisé l'année suivante avec le premier satellite scientifique du pays, Shijian 1. Plusieurs projets d'utilisation du lanceur seront ensuite étudiés, comme la CZ-1A, avec un étage à hydrogène, la CZ-1B, avec un troisième étage Mage italien ou la CZ-1C avec un troisième étage à ergols stockables, mais aucun d'eux ne verra le jour. Toutefois, malgré ces évolutions envisagées, la Longue Marche 1 restait assez limitante pour les projets orbitaux chinois. Dès 1965, il est envisagé l'envoi en orbite basse de satellites d'observation récupérables, à la manière des Zenit soviétiques ou des Corona américains. Ces satellites sont très massifs, plus de 800 kilogrammes, et par conséquent un lanceur plus puissant devait être développé. Il faudra attendre deux ans avant que la Chine ne trouve une solution, en ordonnant le développement d'un lanceur orbital basé sur le nouveau missile alors en cours d'étude, le DF-5. Afin d'obtenir un lanceur suffisamment puissant, plusieurs modifications seront effectuées par rapport au missile, notamment en optimisant la trajectoire du lanceur en vol, le tout permettant de porter la masse satellisable à 800 kg.
Le premier vol d'essai du nouveau missile DF-5 a lieu le 10 septembre 1971, mais plusieurs erreurs se produisent, provoquant l'échec de la mission. Ceci reporta le prochain vol d'essai au 8 avril 1973, mais le missile explosa en plein vol. Zhou Enlai, premier ministre de la Chine et dirigeant du programme spatial chinois, ordonna la conversion des unités DF-5 restantes en lanceurs orbitaux Longue Marche 2. Le 5 novembre 1974, la toute première CZ-2 décolle de la base de Jiuquan, en emportant le premier satellite récupérable FSW. Néanmoins, le contrôle du lanceur fut perdu après six secondes, et le véhicule fut détruit peu après. Une vingtaine de jours plus tard, un deuxième essai est réalisé, et se soldera cette fois-ci par un succès. En 1976 et 1977, deux autres tentatives réussies sont réalisées, avant que la Longue Marche 2 ne soit retirée du service dans sa version initiale.
Il est a noter que la CZ-2 est un lanceur produit à Pékin, capitale politique du pays où siégeait alors Mao Zedong. Toutefois, sa femme Jiang Qing possède elle son fief politique dans la ville de Shanghai, d'où elle décidera la construction d'un lanceur aux capacités similaires à la Longue Marche 2, dénommé Tempête 1. Ce dernier est tout comme la CZ-2 basé sur le missile DF-5, mais sera abandonné dès la mort de Mao[réf. nécessaire]. La construction de ces deux lanceurs en parallèle entraînera d'immenses surcoûts, ce qui empêchera notamment le bon développement du vaisseau habité Shuguang, alors en projet, qui fut finalement abandonné, malgré le fait qu'un premier groupe de taïkonautes ait commencé son entraînement. La Chine n'enverra finalement son premier vaisseau habité qu'en 2003. Shuguang est basé sur les satellites récupérables FSW, et aurait dû être lancé sur une version améliorée de la Longue Marche 2, plus puissante, qui deviendra la Longue Marche 2C.

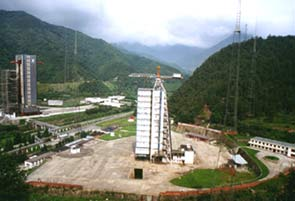
Centre de lancement de Xichang ; au premier plan la ZL-2.

En effet, plusieurs améliorations du lanceur étaient alors prévues. Tout d'abord la Longue Marche 2A, disposant d'un troisième étage à ergols stockables, qui fut finalement remplacée au profit d'un autre projet similaire, la Longue Marche 4. Ensuite la Longue Marche 2B, possédant un troisième étage à hydrogène liquide, qui correspond à la Longue Marche 3 qui verra le jour quelques années plus tard. Enfin la Longue Marche 2C consiste en une simple CZ-2 classique, possédant deux étages, avec une propulsion améliorée et de meilleures capacités. Développée initialement pour l'envoi du vaisseau Shuguang, elle servira finalement à l'envoi de satellites de reconnaissance FSW, ainsi que des satellites scientifiques ou commerciaux.

Durant le début des années 1970, une nouvelle base de lancement est en cours de construction, située à Xichang, dans le centre de la Chine. La localisation de la base fut choisie pour son éloignement avec la frontière soviétique. Le premier pas-de-tir, dénommé ZL-1, était destiné à l'envoi du vaisseau habité Shuguang. Lors de l'annulation du programme, la base fut abandonnée pendant plus de cinq ans, avant que les travaux ne reprennent à la suite de la décision du gouvernement d'utiliser cette deuxième base pour l'envoi de satellites de télécommunications en orbite géostationnaire. La ZL-1 est reconvertie en zone d'observation des lancements, et deux pas-de-tirs sont finalement mis en service, les ZL-2 et ZL-3. Située à quasiment 2 000 m d'altitude, c'est aujourd'hui encore la plus haute base de lancement orbital au monde. Pour suivre les lanceurs partant de Xichang, un nouveau réseau de poursuite et de guidage est construit à Xi'an. Cette nouvelle base a pour but d'accueillir non seulement les Longue Marche 2C, mais également les nouvelles Longue Marche 3, alors en développement.

### Élargissement de l'offre et nouvelles applications (1978-1990)

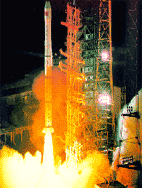
Lancement d'une Longue Marche 3A.

Le dirigeant chinois Deng Xiaoping, qui prend les rênes du pouvoir en 1978, deux ans après la mort de Mao Zedong, engage son pays dans une politique visant notamment à rétablir l'unité nationale et à favoriser le décollage économique de l'Empire du Milieu. Le secteur spatial n'y fait pas exception, et il est demandé de mettre l'accent sur les applications pratiques du vol orbital. La Chine lance donc le Projet 331 à la fin des années 1970, visant à développer de nouveaux satellites de télécommunications en orbite géostationnaire. Toutefois, la Longue Marche 2C n'est pas assez capacitaire pour pouvoir emporter ces derniers, un appel d'offres est donc lancé pour le développement d'un nouveau lanceur orbital plus grand. Deux académies y répondront : la 8e[Quoi ?], la SAST basée à Shanghai, et la 1re[Quoi ?], la CALT basée à Pékin. Ce sont ces deux académies qui produisent respectivement les lanceurs Tempête 1 et Longue Marche 2, et fabriquent toutes deux des missiles DF-5.
La CALT propose un lanceur similaire à la CZ-2, possédant un troisième étage propulsé grâce à des ergols cryotechniques, à savoir de l'hydrogène et de l'oxygène liquide. Ces ergols, bien que très efficaces, sont complexes à maîtriser, à cette époque uniquement les États-Unis et la France possèdent ce type de moteurs (l'Union soviétique n'y parviendra qu'en 1987, sur le lanceur Energiya). Cette version était nommée Longue Marche 2A. La SAST, elle, propose un lanceur plus simple, basé sur son lanceur Tempête 1, qui possède lui un troisième étage à ergols stockables, bien moins efficaces, mais qui présente l'avantage d'être très simple à développer et à fabriquer. Cette version initiale était alors également dénommée Longue Marche 2A.
Finalement, c'est la proposition de la CALT de Pékin qui est retenue en 1978. Le développement du nouveau moteur à hydrogène sera de nombreuses fois remis en question à la suite de divers incidents et explosions, mais le nouveau moteur YF-75 s'alluma pour la première fois avec succès en 1980. Le nouveau lanceur devra décoller depuis la base de Xichang, originellement prévue pour l'envoi du vaisseau Shuguang en orbite, qui est très avantageuse car elle est située plus près de l'équateur que la base de Jiuquan, permettant aux lanceurs de bénéficier d'un plus grand effet de fronde vers l'orbite géostationnaire. Le 29 janvier 1984, la Longue Marche 3 décolle pour la première fois avec le satellite Dong Fang Hong 2 no 01, le premier satellite de télécommunications chinois. Toutefois, le nouvel étage à hydrogène ne parvint pas à s'allumer une deuxième fois, plaçant le satellite en orbite de transfert géostationnaire, au lieu de l'emporter en orbite géostationnaire comme prévu initialement. Le vol suivant réalisé deux mois plus tard se soldera lui par un succès, faisant de la Chine la 5e nation capable de construire et lancer ses satellites de communications.

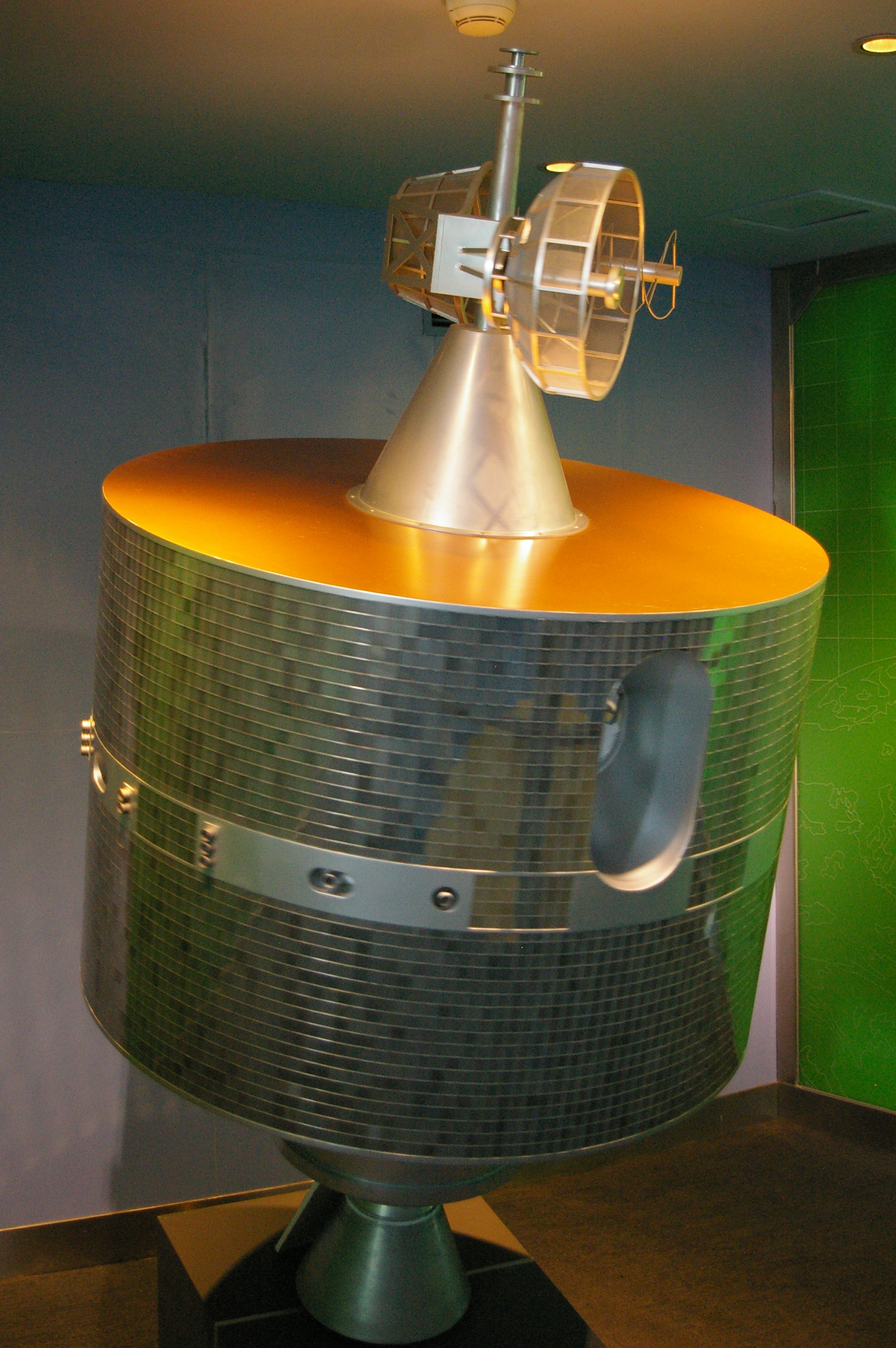
Maquette de satellite météorologique Feng-Yun.

L'arrivée de ce nouveau lanceur permettra à la Chine d'essayer de concurrencer l'Europe pour l'envoi de satellites commerciaux, et créera la Compagnie de la Grande Muraille, chargée à partir de 1985 de commercialiser les lanceurs après de clients étrangers. Les revenus générés doivent permettre à terme de financer l'amélioration progressive des lanceurs chinois. Toutefois, la Longue Marche 3 a du mal à trouver des charges utiles commerciales, et n'en enverra aucune avant les années 1990.
L'envoi de satellites de communications en orbite géostationnaire n'était pas la seule priorité du gouvernement durant les années 1980. Dès 1977, il est décidé de lancer un nouveau programme de développement spatial, dénommé Projet 771. Ce dernier a pour but de mettre au point des satellites d'observation météorologique, qui serait ainsi lancés en orbite héliosynchrone. Le projet avancera lentement, étant secondaire face au développement de la CZ-3. C'est en 1985 que les satellites météorologiques se verront attribués un lanceur. Il sera décidé d'utiliser le lanceur proposé par la SAST de Shanghai, qui est une version modifiée de la Longue Marche 2A qui avait été proposée comme alternative de la future Longue Marche 3. Basée sur les technologies utilisées par le lanceur Tempête 1, elle sera finalement dénommée Longue Marche 4. Plusieurs modifications supplémentaires apportées après l’approbation du projet feront que la CZ-4 ne volera jamais, remplacée dès le début du développement par la Longue Marche 4A. Le lanceur utilisera comme base le missile DF-5, comme les autres lanceurs Longue Marche, dans une version possédant un étage allongé de 4 mètres, ceci permettant d'augmenter sa capacité d'emport. Elle possède un troisième étage à ergols stockables, développé à partir du projet de Longue Marche 1C, qui fut par la suite annulé.
Une nouvelle base de lancement sera construite, permettant d'optimiser les trajectoire de vol vers l'orbite héliosynchrone, située à Taïyuan. Un premier pas-de-tir sera construit, dénommé ZL-7, d'où partiront les Longue Marche 4A. Le premier lancement de la nouvelle fusée aura lieu le 7 septembre 1988, avec le premier satellite météorologique du pays, Fengyun-1A. Deux ans plus tard, le 3 septembre 1990, la deuxième et dernière CZ-4A décolla vers l'orbite avec le satellite Fengyun-1B et deux ballons orbitaux expérimentaux. Un mois plus tard, le troisième étage resté en orbite explosa, créant plus de 80 débris. Après cet incident, les étages supérieurs de Longue Marche seront modifiés pour éviter que ce type de problème ne se reproduise à l'avenir. Il sera décidé de mettre en pause le lanceur Longue Marche 4, ce pour quasiment 10 ans, les satellites météorologiques Fengyun ayant une espérance de vie suffisamment longue pour le permettre.

### Activité commerciale et lanceurs lourds (1990-2000)

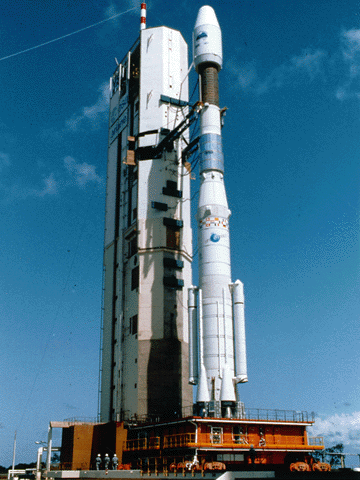
Lanceur Ariane 4, concurrent commercial des Longue Marche 3.

L'arrêt provisoire des vols de la Longue Marche 4A ne signera toutefois pas la fin des vols de lanceurs construits à Shanghai. En effet, dès la fin des années 1980, il est développé une nouvelle génération de satellites récupérables FSW, satellites qui deviennent dès lors trop lourds pour pouvoir être lancés sur des Longue Marche 2C. La CALT de Pékin proposera de redessiner complètement son lanceur CZ-2C pour pouvoir augmenter sa capacité d'emport, mais cette proposition sera refusée. À la place, c'est la SAST de Shanghai qui développera une nouvelle version à partir de sa Longue Marche 4A, dénommée Longue Marche 2D. Il s'agit d'une CZ-4A sans troisième étage, qui permet donc d'envoyer jusqu'à 3 100 kg en orbite basse. Le premier vol eut lieu le 9 août 1992 avec le satellite FSW-2 no 01. Pendant les quinze années qui suivront, le lanceur sera exclusivement utilisé pour le lancement de ces satellites d'observation FSW.
Les années 1990 marqueront l'arrivée des premiers vols commerciaux chinois. Bien qu'étant proposée depuis 1985, la Longue Marche 3 n'enverra son premier satellite commercial que le 7 avril 1990, en emportant le satellite américain AsiaSat-1. À cette époque, les satellites de télécommunications deviennent de plus en plus lourds et nécessitent donc des lanceurs de plus en plus puissants, c'est notamment cette raison qui a mené au développement d'Ariane 5, en remplacement d'Ariane 4, en Europe. En Chine également le parc de lanceurs essaye de s'adapter. C'est ainsi que la Longue Marche 3 sera agrandie et modernisée pour donner la Longue Marche 3A, qui vola pour la première fois en 1994. Cette version a nécessité le développement d'un tout nouveau troisième étage, permettant d'augmenter les capacités du lanceur de manière significative. Ce développement a duré plus de cinq ans, entre la décision de réaliser cette version et le premier vol du lanceur. Pour éviter de ne plus pouvoir répondre à la demande, la Chine décida de réaliser un lanceur lourd de substitution dès 1985, en attendant la Longue Marche 3A, et la future 3B. Pour ce faire, il sera ajouté quatre propulseurs latéraux à une Longue Marche 2C, ainsi qu'un deuxième étage allongé et un petit troisième étage, tous à ergols stockables, sauf le dernier qui est à poudre. C'est donc un lanceur très simple à mettre en œuvre, qui devient le premier lanceur lourd de la Chine, et le premier lanceur chinois à être équipé de propulseurs d'appoints.
Après un développement de cinq ans, le lanceur décolla pour la première fois en juillet 1990 depuis la base de Xichang, avec à bord un satellite expérimental pakistanais et une maquette d'un satellite américain que la CZ-2E devra lancer sur un vol ultérieur. Après un essai avorté de lancement, le deuxième exemplaire décollera en août de l'année suivante avec à bord le satellite Optus B1. Quatre mois plus tard, un autre vol est effectué durant lequel le satellite explosa dans la coiffe du lanceur. La Longue Marche 2E remplit toutefois sa mission, en plaçant les débris sur l'orbite attendue. Le 26 janvier 1995, le lanceur explose après quelques secondes de vol à cause de vents violents, passé entre les sommets des montagnes qui entourent la base. Toutefois, l'origine de cette explosion est incertaine, le lanceur ou le satellite pouvant en être la cause. Le lanceur effectuera deux missions supplémentaires avant d'être retiré du service, au profit de la nouvellement développée Longue Marche 3B.

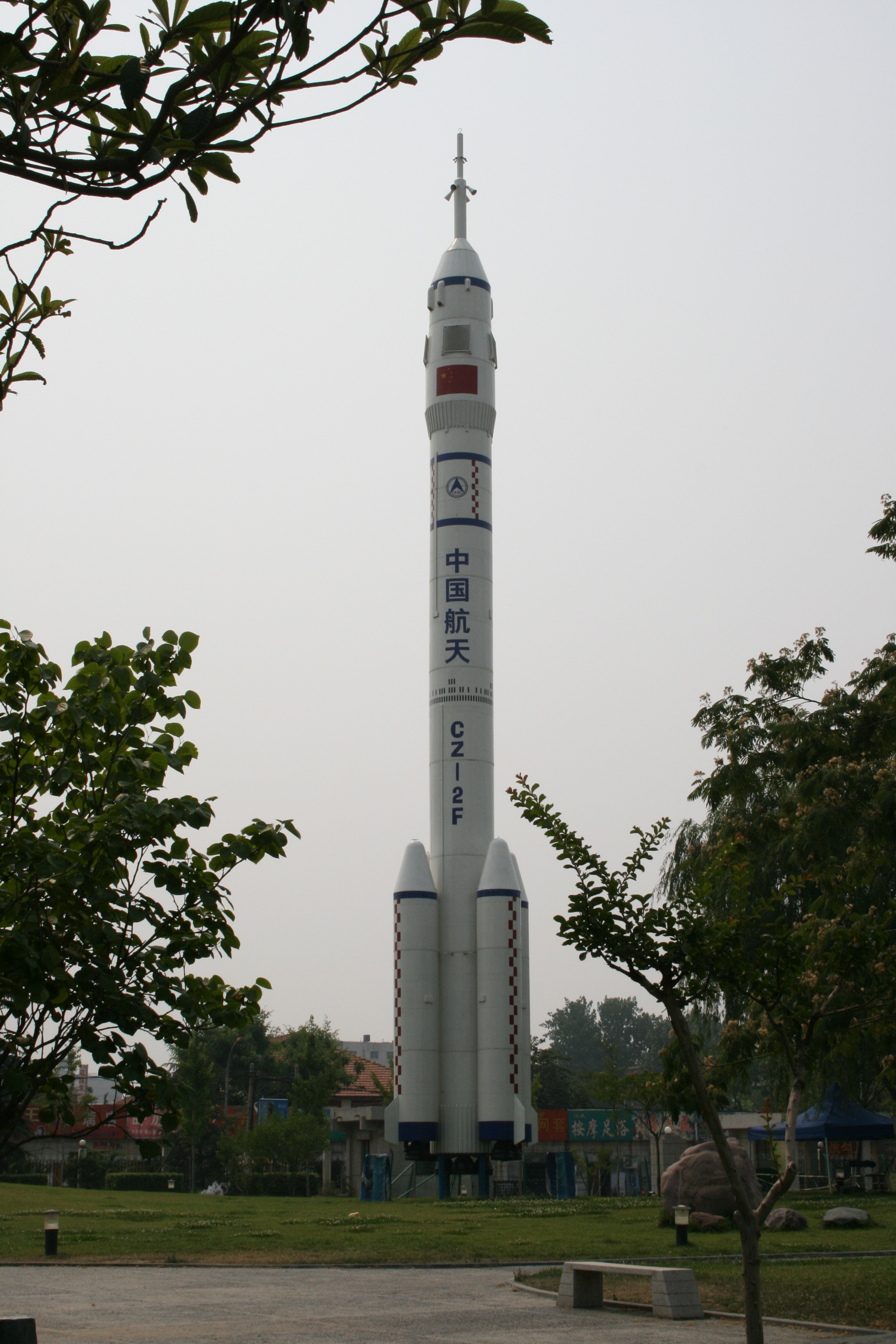
Maquette du lanceur habité Longue Marche 2F.

En effet, le programme de commercialisation lancé en 1985 était découpé en trois phases. Tout d'abord la réalisation de la CZ-2E, un lanceur simple à créer. Ensuite ce sera au tour de la CZ-3A d'être lancée, plus complexe, mais plus prometteuse. Enfin en dernier, la réalisation de la Longue Marche 3B, qui était considérée comme le lanceur commercial ultime par la CALT. L'unique différence avec la CZ-3A est la présence de quatre propulseurs d'appoints, dérivés de ceux de la Longue Marche 2E. Le premier vol du lanceur le plus puissant du parc chinois eu lieu le 15 février 1996, et fut la pire catastrophe que connut le spatial chinois depuis sa création. La lanceur dévia de sa trajectoire dès le décollage, l'absence d'un quelconque système d'autodestruction fit qu'il continua sa route jusqu'à s'écraser sur un village situé à plus d'un kilomètre de la base. Une centaine de bâtiments furent instantanément soufflés par l'explosion, faisant au total six morts selon les autorités, et jusqu'à plusieurs dizaines selon d'autres sources non officielles. Les restes du village furent détruits, et l'accident passé sous silence. Cet échec, couplé à une politique américaine protectionniste pour tout ce qui se rapporte aux composants électroniques sensibles, limitent fortement par la suite l'attractivité commerciale des lanceurs chinois qui ne prendront à nouveau des parts de marché significatives qu'à la fin des années 2000. De plus, cela mettra un terme au projet de création d'une Longue Marche 3C, équipée de deux propulseurs d'appoints seulement.
La fin des années 1990 verra aussi la renaissance du lanceur Longue Marche 4A, dans une nouvelle version dénommée Longue Marche 4B. Outre les modernisations apportées entre les deux versions, la différence la plus visible entre les deux lanceurs est la nouvelle coiffe, développée pour pouvoir lancer des satellites de taille plus importante. Le premier vol de cette nouvelle version aura lieu le 10 mai 1999, avec le satellite météorologique Fengyun-1C. À la suite de l'explosion du troisième étage en orbite en 1990, un système a été ajouté sur la CZ-4B permettant d'éventer les ergols restants dans le réservoir. Toutefois, celui-ci fut jugé inutile et dangereux pour la charge utile, et fut rapidement retiré du lanceur. En conséquence, le troisième étage lancé en octobre de la même année explosa de nouveau, créant plus de 300 nouveaux débris en orbite. Le système fut rapidement réimplanté, et est toujours installé de nos jours.
En 1999, un autre lanceur chinois effectuera son premier vol. En effet, depuis le projet abandonné de vaisseau habité Shuguang, la Chine conserve une envie de réaliser des vols habités, mais n'a pas l'expérience nécessaire pour se lancer seule dans la réalisation d'un tel projet. Or, à la chute de l'Union soviétique, la toute nouvelle fédération de Russie cherche des sources de revenus et va proposer nombre de ses technologies spatiales à la vente. C'est ainsi que débuta le programme Shenzhou, qui consiste en une version améliorée du vaisseau soviétique Soyouz, racheté sous licence par la Chine. Pour envoyer ce vaisseau en orbite, il était nécessaire de développer un nouveau lanceur, en utilisant pour base ceux ayant déjà volé par le passé. Ainsi la CALT de Pékin va reprendre son dessin de la Longue Marche 2E, agrandir légèrement les propulseurs latéraux, supprimer le troisième étage et agrandir le deuxième, donnant ainsi naissance à la Longue Marche 2F, le premier lanceur habité du pays. Le système d'éjection d'urgence du lanceur provient directement de celui du lanceur Soyouz, marquant ainsi la première influence étrangère directe sur un lanceur chinois depuis les débuts du programme orbital du pays. Le premier vol du vaisseau aura lieu le 20 novembre 1999 lors de la mission Shenzhou 1, qui verra une capsule inhabitée faire plusieurs orbites autour de la Terre avant de revenir se poser. La CZ-2F décolle exclusivement de Jiuquan, car la base dispose de zones suffisamment vastes pour permettre l'atterrissage d'urgence de la capsule en cas de problème sur le lanceur.

### Vols habités et premières sondes spatiales (2000-2015)

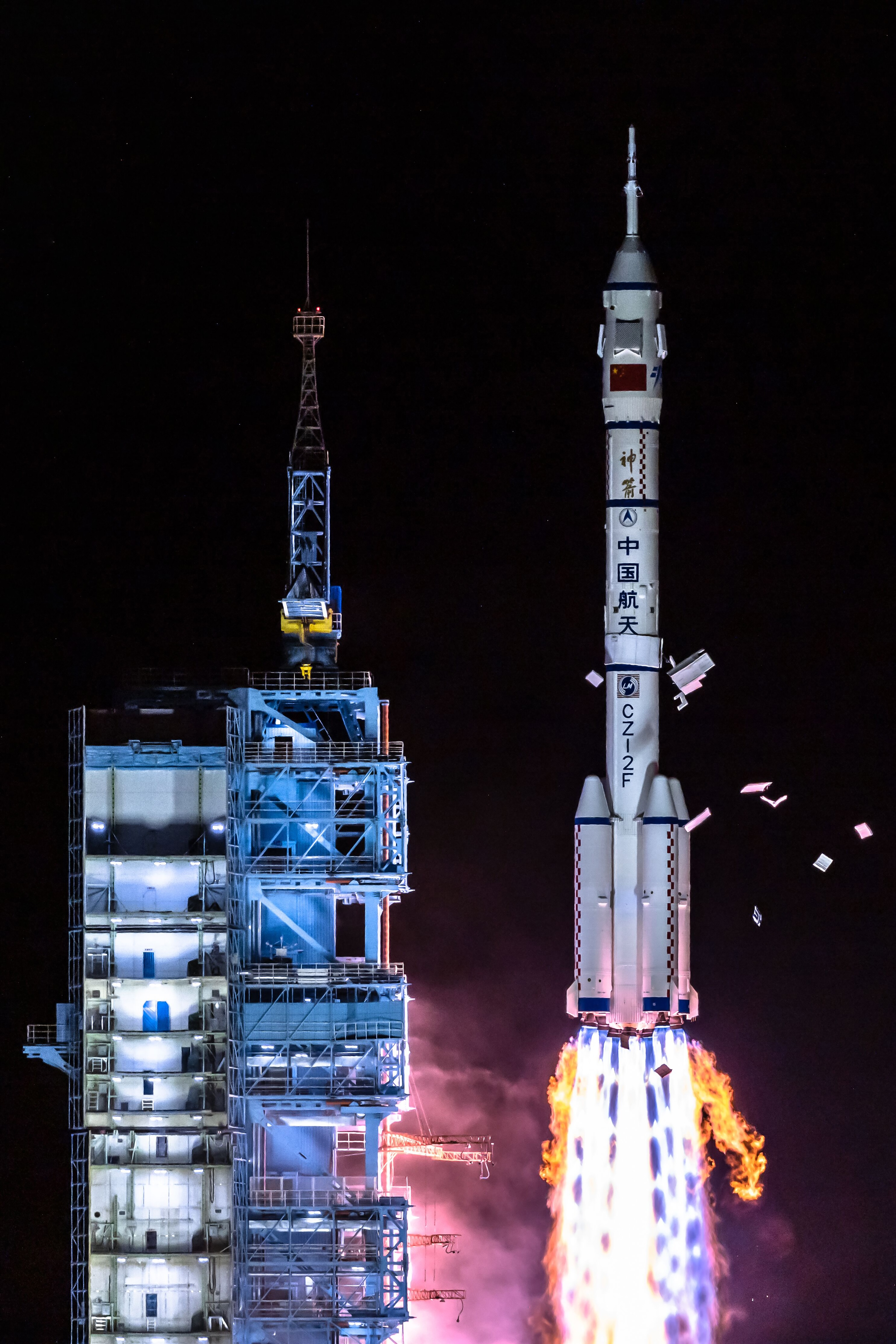
Décollage d'une Longue Marche 2F, emportant trois taïkonautes pour la mission Shenzhou 13.

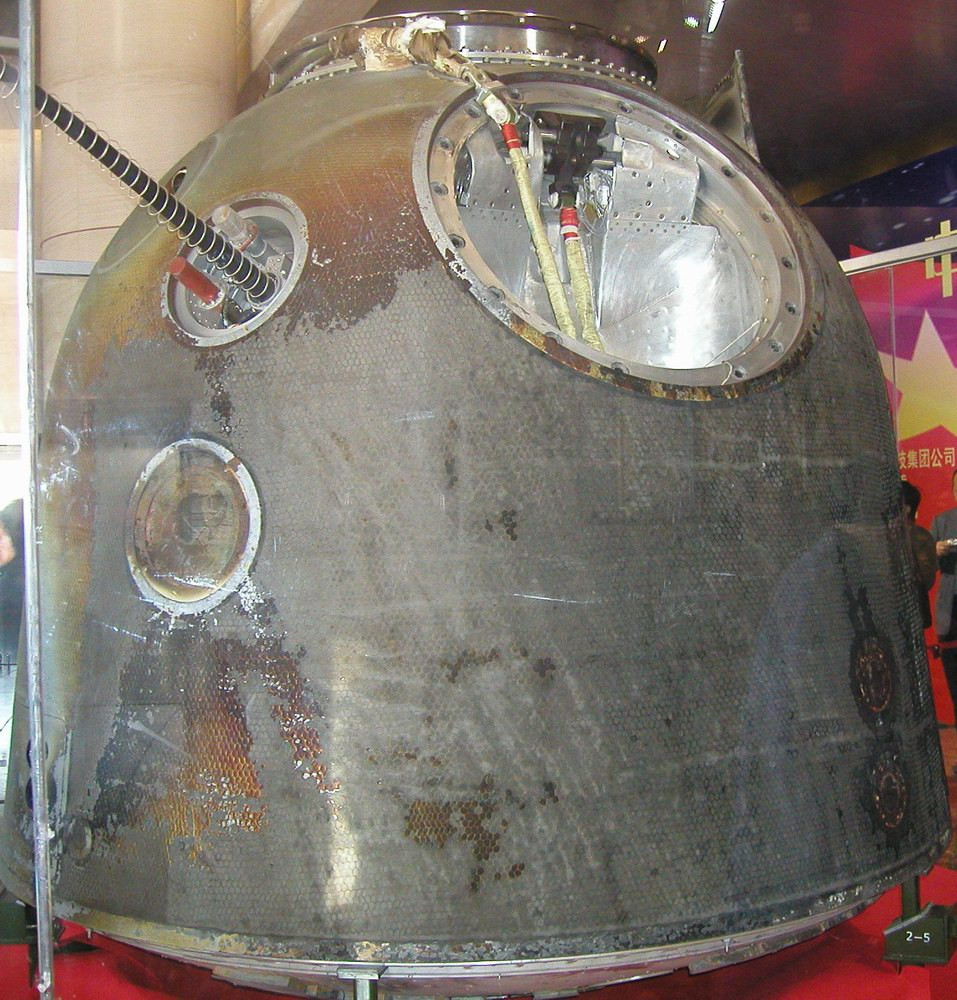
Vaisseau habité Shenzhou 5, lancé par une CZ-2F.

Durant les premières années du nouveau millénaire, la Chine se concentrera quasi-exclusivement sur la mise au point de son vaisseau Shenzhou. Ainsi, en l'espace de trois ans, le pays enverra quatre vaisseaux d'essais en orbite basse grâce à la Longue Marche 2F, habités uniquement par des animaux. Désormais confiant en sa capacité d'envoyer des humains en orbite, Shenzhou 5 décollera le 15 octobre 2005 avec à son bord Yang Liwei, le premier taïkonaute. Ce lancement fait de la Chine la troisième nation à disposer d'un vaisseau et d'un lanceur habité, après les États-Unis et l'Union soviétique. À l'occasion de cette mission, le lanceur reçoit le surnom officiel de « Flèche Divine ». Le vol s'étant déroulé de manière nominale, deux autres vols habités seront réalisés durant la décennie, à savoir Shenzhou 6 et Shenzhou 7, mission durant laquelle la première sortie extravéhiculaire du pays fut réalisée.
Toutefois, l'ambition de la Chine ne se limite pas au lancement de simples vaisseaux habités en orbite, mais inclut aussi le développement d'un programme ambitieux de stations spatiales, qui à terme, doit mener à l'assemblage d'une grande station modulaire. La première étape est franchie le 29 septembre 2011, date à laquelle la première station spatiale du pays décolle, Tiangong 1. Cette station doit avant tout servir de démonstrateur technologique, et fut lancée sur une version modifiée de la CZ-2F, dénommée Longue Marche 2F/T. Cette dernière, au contraire de la version habitée, dispose d'une coiffe classique, lui permettant ainsi d'emporter toute sorte de charges en orbite basse. La mission Shenzhou 8 décollera un mois plus tard, à bord d'une version améliorée de la Longue Marche 2F, dénommée initialement Longue Marche 2G, puis renommée en Longue Marche 2F/G. Ce vaisseau, inhabité, réalisera le premier amarrage chinois avec Tiangong 1. L'année suivante et celle d'après, Shenzhou 9 et 10 décolleront pour des missions habitées à bord de cette même station, avant que cette dernière ne soit désorbitée. Elle sera remplacée en 2016 par Tiangong 2, une station similaire mais améliorée, qui verra la visite la même année de la mission Shenzhou 11.

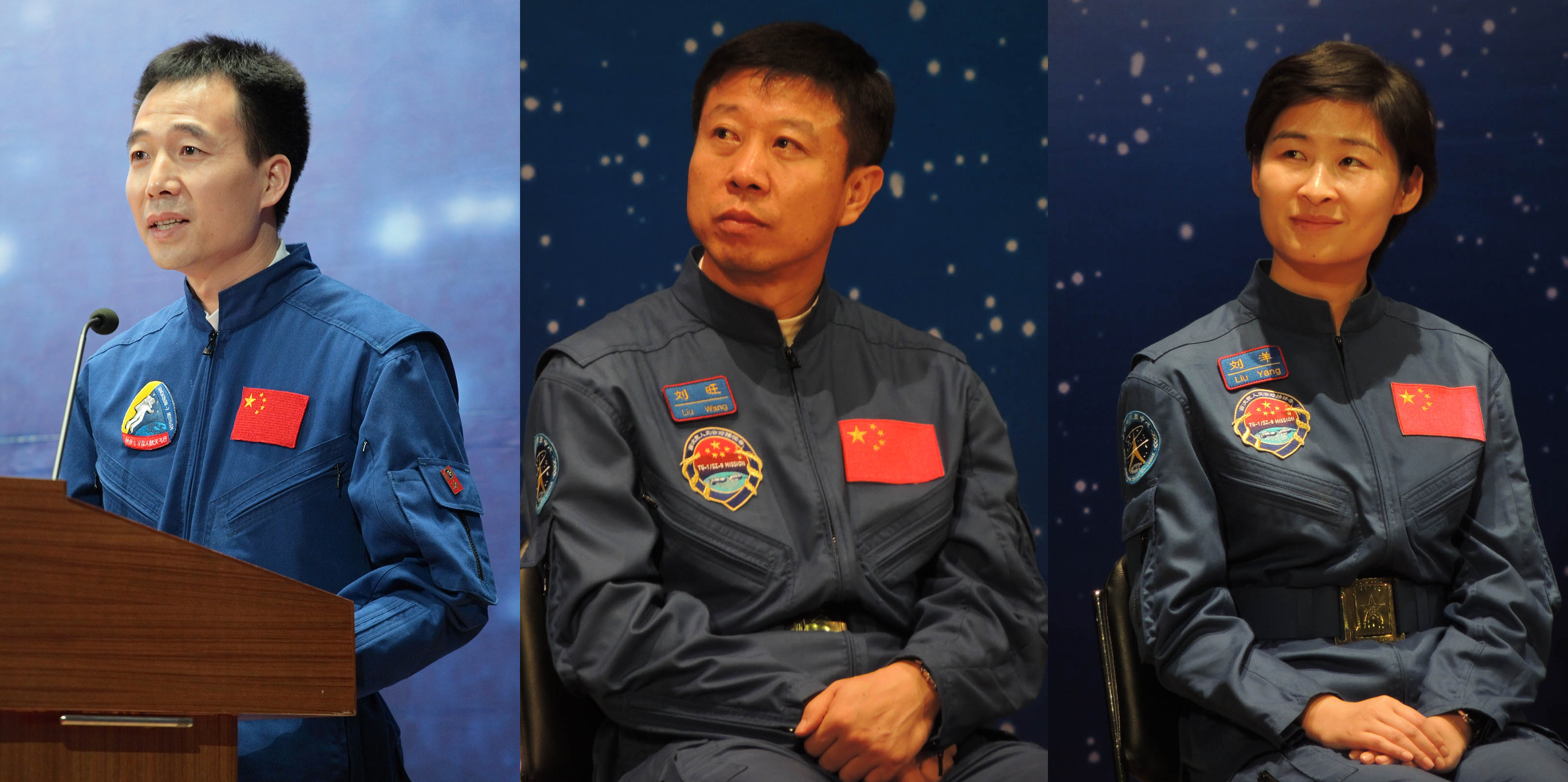
Équipage de la mission Shenzhou 9.

Les autres lanceurs évolueront également durant le début des années 2000. Ainsi, une nouvelle version de la Longue Marche 4 sera inaugurée en 2006, dénommée Longue Marche 4C. Cette dernière diffère de la CZ-4B uniquement par la présence d'un troisième étage ré-allumable, plus performant, mais plus cher. Les lanceurs seront exploités en parallèle, permettant ainsi de s'adapter à leurs charges de plus en plus variées. Là où la Longue Marche 4B permet l'envoi de satellites sur des orbites héliosynchrones, la Longue Marche 4C est beaucoup adaptative, et est par exemple utilisée pour l'envoi de charges plus lourdes sur des orbites polaires ou basses. Les lanceurs et les pas de tirs des différentes bases chinoises seront aussi adaptés pour que les lanceurs de la famille puissent aussi décoller de Jiuquan et Xichang, ce qui sera fait respectivement en 2010 et 2018.

Position orbitale des différents satellites Beidou-3, envoyés par la Longue Marche 3

La Longue Marche 4B n'est pas la seule à avoir été améliorée durant cette période. Ce fut également le cas avec la Longue Marche 2C, qui peut depuis 1997 peuvent embarquer un petit troisième étage à poudre. Le premier fut l'étage SD, développé pour l'envoi de plusieurs satellites Iridium à la fin des années 1990, suivi par l'étage SM, qui a permis le lancement des deux satellites de la mission Double Star, réalisée en coopération avec l'Agence Spatiale Européenne. Enfin, le dernier étage à poudre à avoir volé à ce jour sur le lanceur est le SMA, qui est utilisé de manière sporadique depuis 2008 pour l'envoi de différentes missions en orbite basse. Le premier vol de l'étage SD en 1997 marqua aussi le premier vol d'une version améliorée du lanceur, dénommée arbitrairement Longue Marche 2C (II). Cette dernière sera remplacée en 2003 par la Longue Marche 2C (III), qui a pour modification notable l'ajout d'ailerons de stabilisation à la base du lanceur.
La famille des Longue Marche 3 évoluera aussi durant les années 2000. La version initiale du lanceur, la CZ-3, effectuera son dernier vol en 2000. Elle doit sa disparition aux améliorations menées sur les autres lanceurs, et à la présence de la Longue Marche 3A, qui la rendent ainsi obsolète et inutile. La Longue Marche 3B elle évoluera en plusieurs sous-versions à partir de 2008, dénommées Longue Marche 3/G1, 2, 3 et 3Z. Ces dernières permettent d'adapter le lanceur de manière précise à la charge utile qu'elles devront envoyer, et permettent aussi d'augmenter la capacité d'emport. Toujours en 2008, une nouvelle version du lanceur verra le jour, dénommée Longue Marche 3C, qui dispose de deux propulseurs d'appoint au lieu de quatre. Ce lanceur aurait dû être mis en service à la fin des années 1990, mais l'échec du premier vol de la CZ-3B fit annuler le projet, qui refit surface au cours des années 2000, pour permette l'envoi des satellites de la nouvelle constellation de positionnement chinoise, dénommée Beidou. Désormais, une grande partie des vols de Longue Marche 3 seront effectués dans le but de compléter cette constellation. Les lanceurs de la famille serviront aussi à envoyer les premières sondes d'exploration du pays, vers la Lune. Ainsi, Chang'e 1 sera envoyée par une CZ-3A, Chang'e 2 et Chang'e 5 T1 par une CZ-3C, et pour finir, Chang'e 3 et Chang'e 4 par une CZ-3B.
Au cours des années 2000 le rythme des lancements s’accroît fortement. La 100e Longue Marche a été lancée en 2007, et la 200e en 2015. En 2011, le rythme des lancements chinois dépasse pour la première fois celui des États-Unis, avec 19 tirs effectués (un seul échec) contre 18 seulement (un échec également) pour les américains. Il s'agit d'un nouveau record puisqu'en 2010 la Chine n’avait effectué que 15 lancements (à égalité avec les États-Unis).

### La nouvelle génération de lanceurs, et expansion de l'activité (2015-2020)
En 2015, tous les lanceurs Longue Marche ayant volé sont des dérivés directs du missile DF-5 (DF-4 pour la Longue Marche 1). De même, la Chine ne dispose alors d'aucune autre famille de lanceurs, la Tempête 1 ayant été abandonnée depuis 40 ans, et le lanceur à poudre Kaituozhe n'ayant volé que deux fois au début des années 2000. Or, l'utilisation d'ergols stockables tels que l'UDMH et le peroxyde d'azote fait que les Longue Marche sont moins chères, mais moins efficaces et performantes que des lanceurs classiques. De plus, ces ergols hautement toxiques peuvent mener à de graves accidents si une fuite se déclare lors des préparatifs d'un vol.
Or, la Chine développe depuis 2001 des lanceurs plus puissants que la Longue Marche 3B, qui pourraient permettre d'envoyer des missions spatiales plus ambitieuses. Les nombreuses limitations au niveau des performances qu'implique l'utilisation d'ergols stockables vont mener le pays à développer un lanceur basé sur d'autres ergols. Ce développement s'annonce compliqué, la Chine n'ayant aucune expérience de la propulsion spatiale avec d'autres ergols liquides, mais un élément leur permettra de réduire ce temps. En 2002, le hangar abritant le dernier exemplaire du lanceur soviétique Energiya ainsi que la navette spatiale Bourane s'effondre au cosmodrome de Baïkonour[réf. nécessaire]. On retrouva quatre moteurs à hydrogène RD-0120 épargnés par la chute, qui furent ensuite vendus à la Chine. De même, le pays achètera également plusieurs moteurs RD-120 équipant alors le lanceur soviétique Zenit, fonctionnant au kérosène. Ces moteurs serviront uniquement de base à la réalisation d'autres, et ne seront ni utilisés, ni reproduits sur de futurs lanceurs.

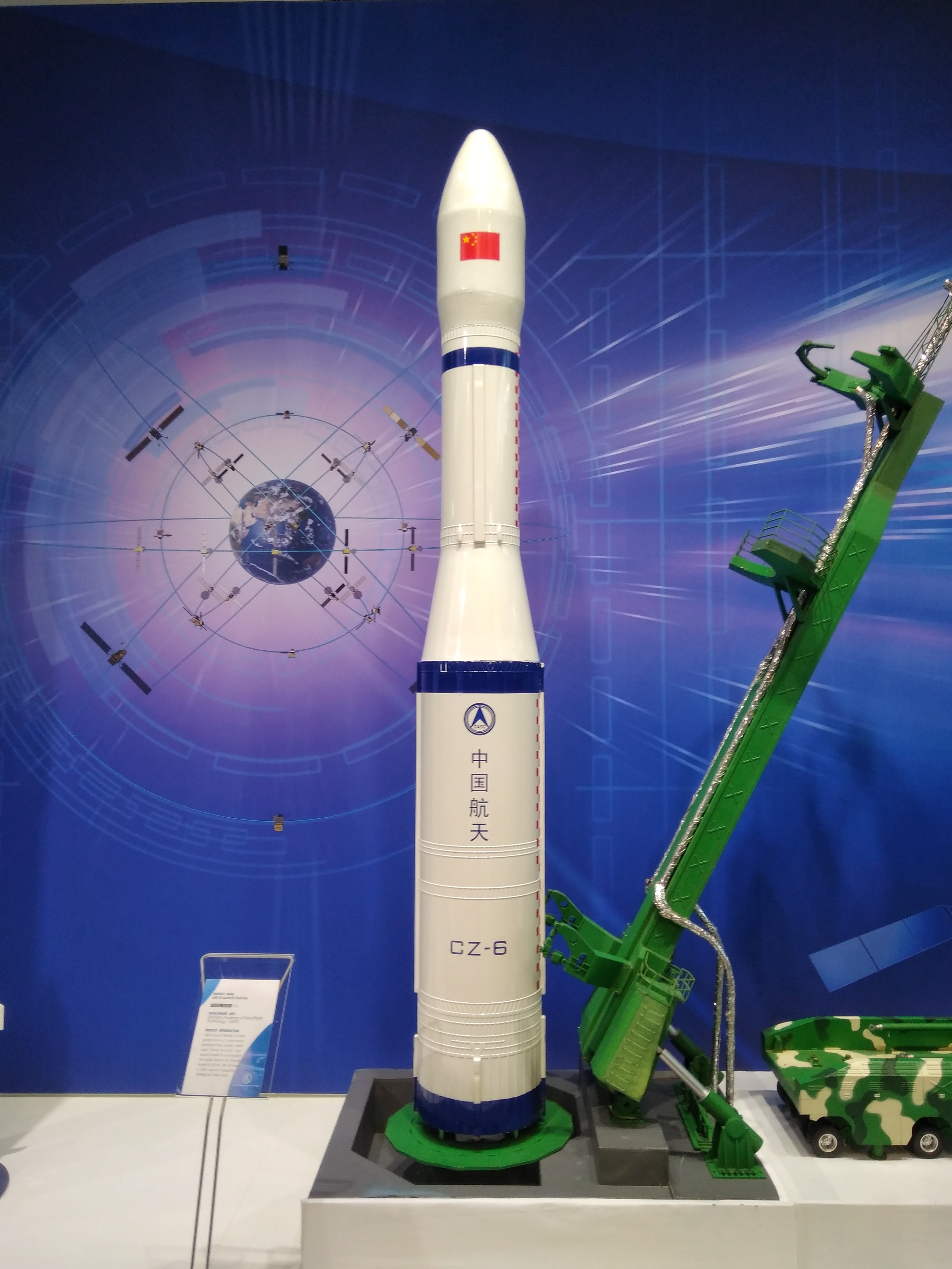
Maquette de la Longue Marche 6.

Le nouveau lanceur lourd du pays sera la Longue Marche 5. Néanmoins, la réalisation du lanceur nécessitera la création d'étages de plus de 3,35 mètres de diamètre. Or, la taille des tunnels par lesquels ces derniers doivent transiter pour atteindre leur base de lancement empêche de pouvoir les lancer depuis les bases traditionnelles chinoises. Ainsi, il sera décidé de créer une nouvelle base de lancement, située à Wenchang, sur l'île d'Hainan, ainsi les étages pourront transiter par bateau. De même, une nouvelle usine sera construite à Tianjin, à proximité immédiate du port. La construction de cette dernière ne démarrera qu'en 2007, à cause du manque de fonds alloués au programme de développement. La nouvelle usine, dont le coût est estimé à 650 millions de dollars américains, a une superficie totale de 500 000 m2.
La nouvelle Longue Marche 5 étudiée possède un premier et un deuxième étage fonctionnant avec de l'hydrogène et de l'oxygène liquides, et quatre propulseurs d'appoints fonctionnant au kérosène, propulseurs qui seront équipés de deux moteurs YF-100. Ces propulseurs latéraux serviront de base à la réalisation d'une nouvelle famille de lanceur. Tout d'abord, il sera créé la Longue Marche 6, à partir d'un propulseur latéral de Longue Marche 5 raccourci, qui ne sera équipé que d'un unique moteur YF-100. Devenue un lanceur léger, la fusée possède une capacité d'emport légèrement inférieure à la Longue Marche 2C, qui était alors la moins capacitaire des fusées chinoises. Elle effectuera son premier vol le 19 septembre 2015, vol qui marque le premier lancement de cette nouvelle famille, et le premier lancement d'un lanceur chinois fonctionnant au kérosène. Ce premier vol fera également de la Chine le deuxième pays de l'histoire à maîtriser la technologie des moteurs au kérosène à combustion étagée, après l'URSS/Russie.
Un autre lanceur sera également créé, dénommé Longue Marche 7. Ce dernier possède comme premier étage un propulseur latéral de Longue Marche 5, avec deux moteurs YF-100. À cela s'ajoute quatre propulseurs d'appoints, d'un diamètre plus réduit de 2,25 mètres (similaire à ceux de la CZ-3B), également équipés d'un unique moteur YF-100. En ajoutant un deuxième étage, la CZ-7 devient un lanceur lourd, capable de placer plus de masse en orbite basse que la Longue Marche 2F.
Il effectua son premier vol en 2016, inaugurant ainsi la nouvelle base de Wenchang (la Longue Marche 6 est tirée depuis Taïyuan). Sur ce premier lancement, il était équipé d'un étage supérieur à ergols liquides, dénommé YZ-1S. Le lancement suivant se fit avec le premier vaisseau cargo du pays, dénommé Tianzhou, qui est ensuite allé s'amarrer en orbite à la station spatiale Tiangong 2. Après cela, la station spatiale fut désorbitée, le pays se concentrant ainsi sur la réalisation d'une grande station spatiale modulaire, dont tous les cargos de ravitaillement seront également lancés par la Longue Marche 7. À l'avenir, le lanceur pourrait aussi complètement remplacer la Longue Marche 2F/G pour l'envoi du vaisseau habité Shenzhou. En 2020, une nouvelle version sera inaugurée, qui dispose d'un troisième étage à hydrogène et oxygène liquide provenant de la Longue Marche 3B. Ainsi, cette Longue Marche 7A devient adaptée pour l'envoi de satellites en orbite géostationnaire. Toutefois, le premier vol fut un échec.
Une fois la Longue Marche 6 et 7 en service, le pays se sentait apte a effectuer le premier vol orbital de la Longue Marche 5. Ce fut chose faite le 3 novembre 2016 (avec quatre ans de retard sur le planning initial), vol durant lequel le lanceur était équipé d'une étage additionnel YZ-2. Le nouveau lanceur effectuera un deuxième vol l'année suivante, qui se soldera par un échec, ce qui stoppa tous les vols du lanceur alors prévu, ce jusqu'en 2019, date à laquelle il décolla une troisième fois, avec succès. En 2020, une nouvelle version est créée, la Longue Marche 5B. Cette dernière ne possède pas de deuxième étage, et est adaptée pour l'envoi de charges lourdes vers l'orbite basse. Sur ce vol inaugural, elle emportait un vaisseau habité de nouvelle génération, préfigurant ainsi les futurs plans lunaires du pays. En juillet 2020, la CZ-5 emportera[Passage à actualiser] le premier atterrisseur martien du pays, Tianwen-1. En novembre, elle lança la première mission de retour d'échantillons lunaires du pays, Chang'e 5.

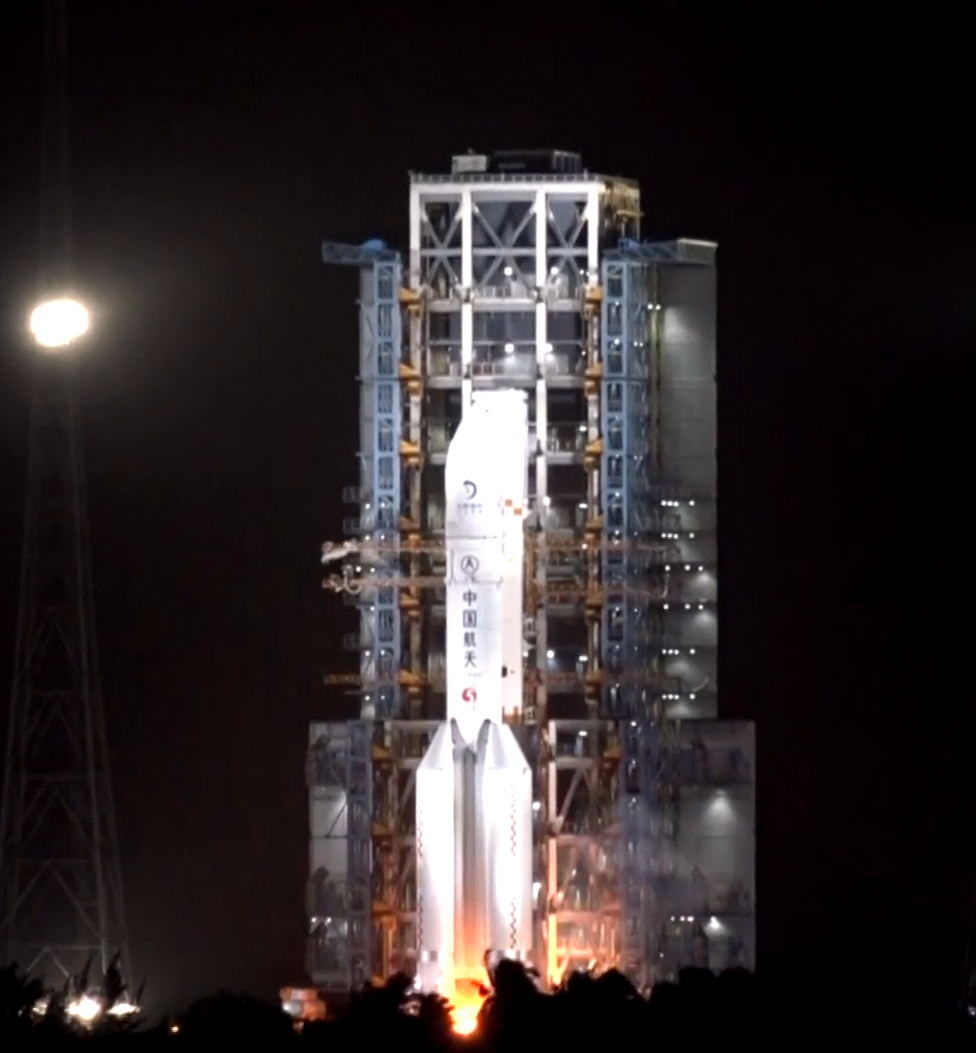
Lancement de Chang'e 5 par une CZ-5.

La création de cette nouvelle génération de lanceurs ne marque toutefois pas l'arrêt de l'utilisation des anciens lanceurs, qui continueront également d'évoluer après 2015. Tout d'abord, les Longue Marche 2C et 2D seront adaptées pour pouvoir accueillir des étages supérieurs à ergols liquides (les précédents étaient à ergols solides). C'est ainsi qu'en 2018, ces deux lanceurs pourront décoller avec respectivement un troisième étage YZ-1S et YZ-3. Les Longue Marche 2 et 4 seront aussi modifiées pour pouvoir emporter un, ou deux petits satellites dans des adaptateurs de vol situés à la base de la coiffe. De plus, ces lanceurs peuvent depuis 2019 être tirés avec des grilles de stabilisations au sommet du premier étage, permettant ainsi de diriger ce dernier pendant sa retombée, et d'éviter qu'il ne percute de potentielles zones habitées.
Les Longue Marche 2F ne sont également pas abandonnées. Après l'envoi de Tiangong 2 et Shenzhou 11 en 2016, le lanceur sera mis en pause, le temps que la Longue Marche 5 puisse envoyer les premiers modules de la future station spatiale chinoise, ce qui a eu lieu en mars 2021. Avant cela, en septembre 2020, la Longue Marche 2F/T emportera[Passage à actualiser] une navette spatiale expérimentale en orbite, comparable aux objectifs du X-37b américain.
Les Longue Marche 3 continueront également d'être modernisées et adaptées à de nouvelles charges utiles. Ainsi, en 2020, une version spécifique de la Longue Marche 3B, dénommée Longue Marche 3B/G3Z (II), est mise en service, et permet l'envoi de satellites normalement trop lourds pour être emportés sur ce lanceur (la capacité d'emport passe de 5 500 à 5 550 kg). Ceci est rendu possible par une optimisation de la fabrication du lanceur, et au retrait de certaines pièces, jugées inutiles. La même année, le pays tentera pour la première fois d'utiliser des parachutes dans les propulseurs d'appoint du lanceur, afin de les récupérer en meilleur état, et de pouvoir contrôler leur descente.
La Chine a également début 2015 un besoin croissant de lancement de petits satellites, or à cette époque, le lanceur le moins puissant du pays était la Longue Marche 6, qui possède une capacité d'emport de plus de 1 500 kg. Pour pallier ce problème, il fut décidé de concevoir un nouveau lanceur léger, dénommé Longue Marche 11. Toutefois, l'origine de la dénomination Longue Marche pour ce lanceur reste un mystère, la CZ-11 ne possédant aucun élément en commun avec les autres lanceurs de la famille. Il s'agit d'un lanceur entièrement à poudre, le deuxième du pays après la Kaituozhe, basé sur le missile DF-31, qui possède une capacité d'emport de 750 kg. Il a la spécificité notable d'être lancé depuis un silo mobile, depuis la base de Jiuquan et de Xichang. En 2019, la Longue Marche 11 effectuera[Passage à actualiser] le premier vol orbital chinois depuis la mer, sur une barge, dans une version adaptée dénommée CZ-11H. Le port d'attache lors de ces vols est situé dans la ville d'Haiyang, dans laquelle un complexe de préparation de vol a été construit. Ce même complexe sert également de site de production pour le lanceur, dont le premier exemplaire fut lancé fin 2020 depuis Xichang, avec les observatoires GECAM. Auparavant, les CZ-11 étaient fabriquées à Xi'an.
Le 22 décembre 2020, la Longue Marche 8 effectua son premier vol depuis la base de Wenchang. Le lanceur est constitué d'un premier étage similaire à celui de la Longue Marche 7, mais avec seulement deux propulseurs latéraux (la CZ-7 en possède quatre). Le deuxième étage, à hydrogène, est lui directement dérivé de celui utilisé sur CZ-3 et CZ-7A. Destiné principalement à rejoindre l'orbite héliosynchrone, le lanceur est prédestiné à remplacer à terme la Longue Marche 3 et 4 pour les vols vers cette orbite.

### Station spatiale chinoise (SSC) et projets lunaires (2021-)

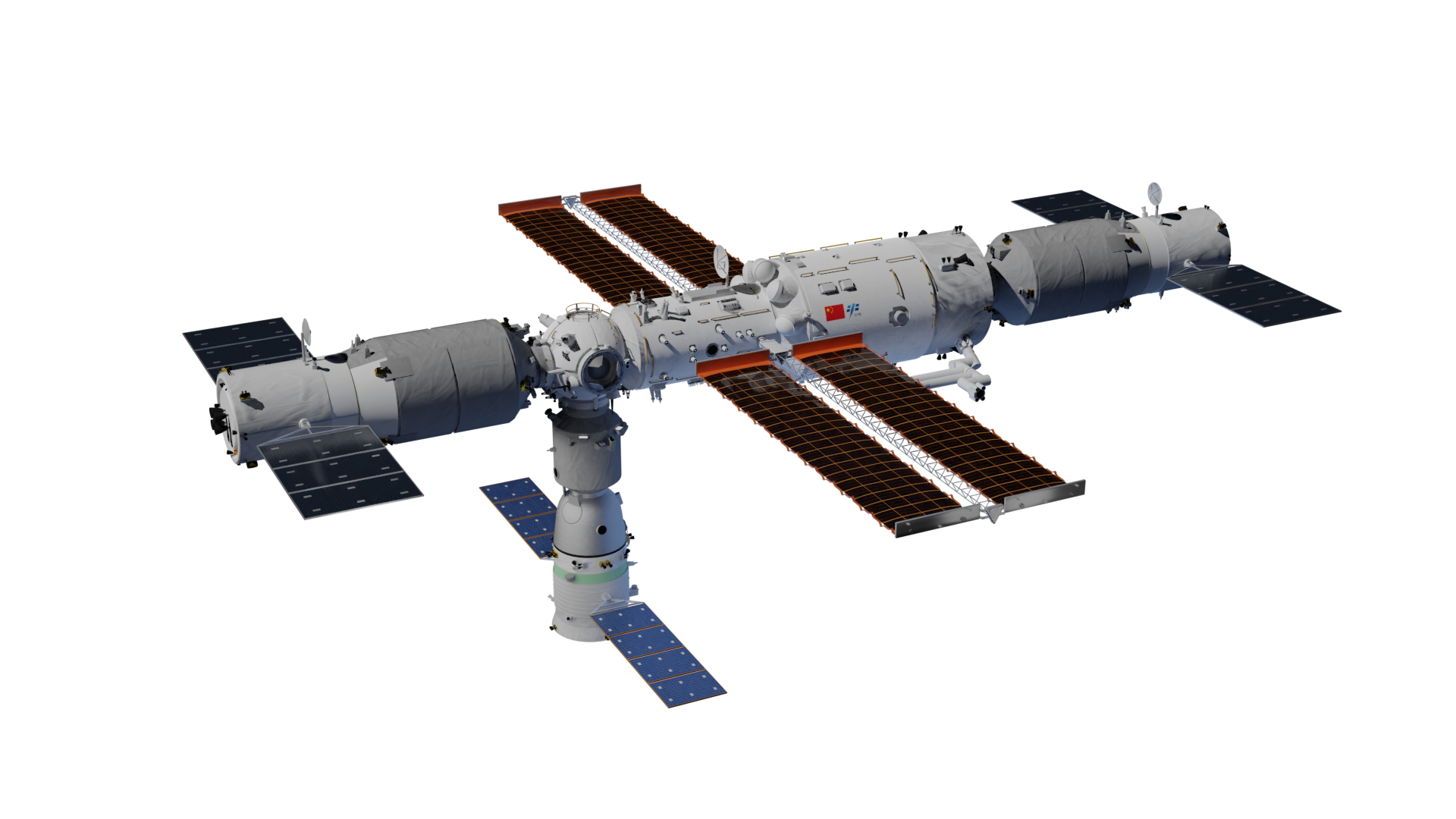
Représentation de la station spatiale chinoise à ses débuts, avec Tianhe (module central), deux vaisseaux cargo Tianzhou et un vaisseau Shenzhou.

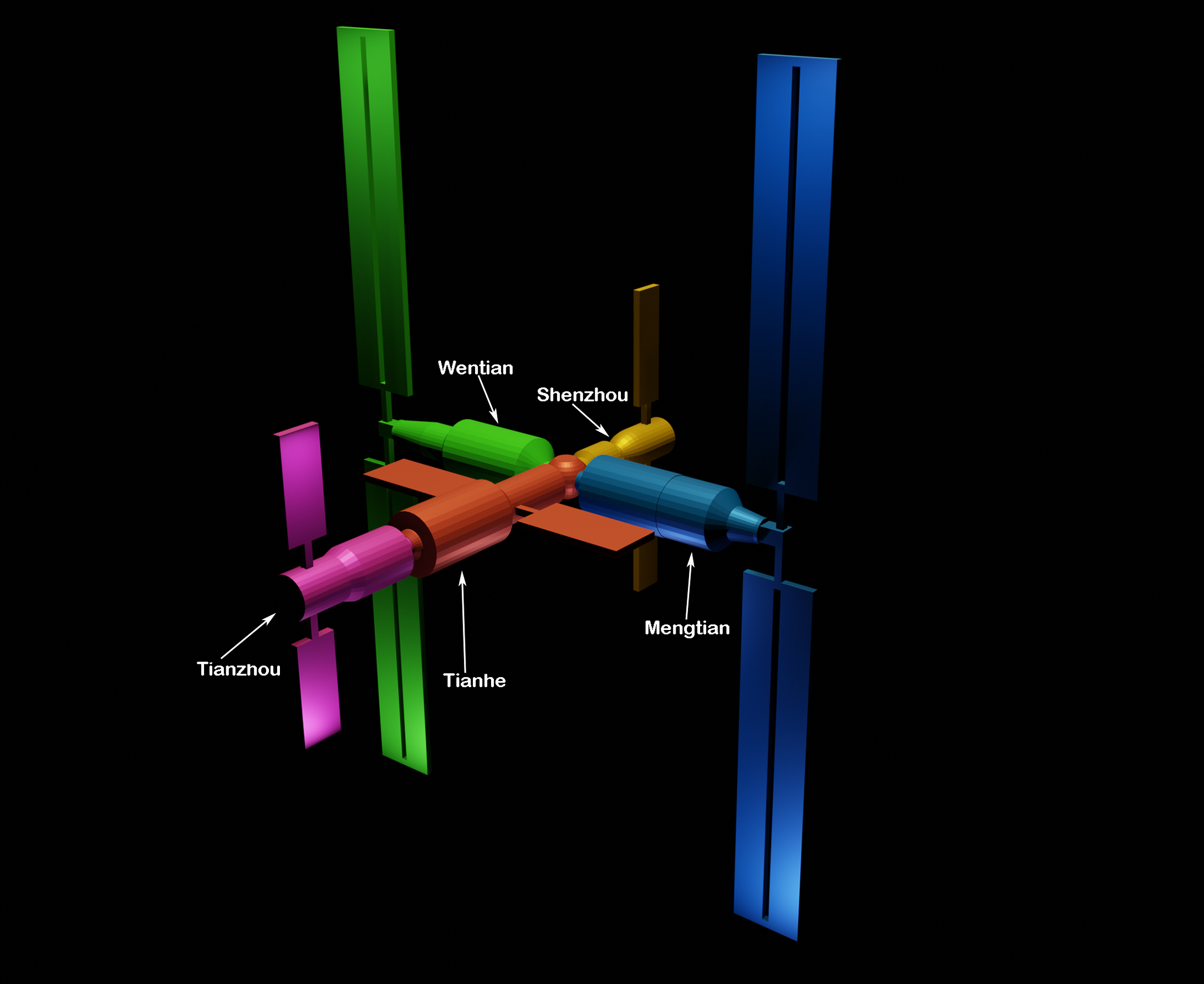
Schéma de la SSC aujourd'hui, entièrement construite.

Durant le début de la décennie 2020, la Chine se concentre majoritairement sur la mise en service opérationnelle de sa nouvelle station spatiale modulaire. Les modules de cette dernière seront lancés par la Longue Marche 5B. Le premier d'entre eux, Tianhe, fut envoyé en orbite le 29 avril 2021 avec succès, ouvrant ainsi le début des opérations pour la SSC,. Les équipages sont envoyés à bord grâce au vaisseau spatial Shenzhou, toujours lancé sur Longue Marche 2F, à une fréquence d'un tous les six mois environ. La première mission à décoller pour la SSC fut Shenzhou 12, qui transportait trois taïkonautes à bord. Les vaisseaux cargos Tianzhou sont eux aussi toujours envoyés sur Longue Marche 7, à la même fréquence que les vaisseaux habités, dont le premier fut Tianzhou 2. Le 24 juillet 2022 le module Wentian a été lancé à bord d'une Longue Marche 5B, et la station a été complétée par Mengtian, lancé le 30 octobre 2022 à bord d'une Longue Marche 5B également,.
Outre ces projets, le pays souhaite continuer à faire évoluer la famille des Longue Marche. Ainsi, la SAST réalisa le vol inaugural du lanceur Longue Marche 6A en mars 2022, aux capacités égalant ainsi la CZ-8. Le lanceur décolla depuis un nouveau complexe de lancement, sur la base de Taïyuan. La Longue Marche 11 devrait elle se voir créer une version améliorée, dénommée Longue Marche 11A, qui pourrait voler dès l'été 2022[Passage à actualiser].
Deux lanceurs super-lourds sont également en projet. Ainsi, la Longue Marche 9 devrait voir le jour peu avant les années 2030, et deviendrait alors le lanceur le plus puissant et capacitaire de l'histoire du spatial chinois. Cette fusée doit permettre l'envoi de missions vers la Lune et Mars. Un lanceur intermédiaire entre la Longue Marche 5 et la Longue Marche 9, nommé Longue Marche 10, est également en développement et est composé d'un étage central de cinq mètres de diamètre, auquel seraient accolés deux autres étages similaires. En ajoutant un deuxième étage, ce lanceur devient capable d'envoyer le nouveau vaisseau spatial chinois en orbite lunaire.

## Les lanceursLongue Marche
Les lanceurs de la famille des Longue Marche peuvent être regroupés en trois catégories distinctes:
- Les lanceurs traditionnels, composés des Longue Marche 1, 2, 3 et 4, étant tous dérivés du missile DF-5 (DF-4 pour la CZ-1)
- La nouvelle génération, composée des Longue Marche 5, 6, 7 et 8, et prochainement des Longue Marche 9 et 10
- Les lanceurs à poudre, pour l'instant uniquement composée de la Longue Marche 11

### Longue Marche 1

Comparaison entre la Longue Marche 1 et le missile DF-4.

La Longue Marche 1 est un lanceur léger retiré du service, développé à compter de 1965 à partir du missile balistique Dong-Feng 4. La version d'origine était capable de placer en orbite basse 300 kg. Le lanceur a été tiré quatre fois entre 1969 et 1971 dans sa version d'origine (deux vols suborbitaux et deux vols orbitaux) et a permis de placer en orbite le premier satellite artificiel chinois, nommé Dong Fang Hong 1 (en français : « L'Orient est Rouge 1 »). Lors de son deuxième vol, c'est le satellite scientifique Shijian 1 qui sera envoyé. La CZ-1 est envoyée en orbite depuis le Site 5020 de la base de Jiuquan.
Le lanceur est composé de trois étages. Le premier possède quatre moteurs YF-2A non orientables, propulsés grâce à de l'UDMH et de l'acide nitrique, le deuxième possède un unique moteur YF-3 non orientable fonctionnant également à l'UDMH et à l'acide nitrique. La séparation entre les deux premiers étages se fait « à chaud », c'est-à-dire que le moteur du deuxième étage est allumé avant la séparation du premier, d'où la présence de grilles pour laisser s'échapper les gaz du moteur. Ce système perdure toujours aujourd'hui sur les CZ-2, 3 et 4. Le troisième étage d'accélération est lui à propergol solide, et est dénommé GF-02. Cet étage fut essayé en vol à plusieurs reprises sur des fusées-sondes T-7A, avant d'être installé sur les lanceurs opérationnels. Sur le lancement de DFH-1, ce troisième étage était équipé d'un réflecteur solaire dépliable, permettant de diminuer la magnitude de ce dernier, et donc d'augmenter sa visibilité.
Plusieurs améliorations du lanceur furent étudiées, comme la CZ-1A (possédant un troisième étage à hydrogène), la CZ-1B (équipée d'un troisième étage Mage italien), la CZ-1C (un troisième étage à ergols stockables, propulsé par un moteur YF-40), et enfin la CZ-1D, permettant de placer 740 kg en orbite basse, qui elle a été tirée à 3 reprises (1 échec) pour des tests de rentrée atmosphérique entre 1995 et 2002. Cette version n'a effectuée que des vols suborbitaux et n'est plus en service actuellement, bien qu'elle aurait dû servir de lanceur commercial léger chinois. Toutefois, le lanceur n'arrivant pas à trouver preneur, il fut retiré du service.

### Longue Marche 2

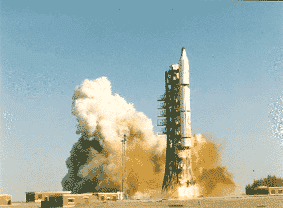
Lancement d'une des premières CZ-2 depuis la base de Jiuquan.

La famille Longue Marche 2 est développée à partir du missile balistique intercontinental Dong Feng 5. Le premier lancement remonte à 1975. C'est le lanceur chinois le plus utilisé avec plus de 120 lancements à la mi-2020. Plusieurs versions de puissance croissante ont été développées, la première ayant été la CZ-2, suivie de la CZ-2C, version qui vole toujours aujourd'hui. Ce lanceur possède un premier étage équipé de quatre moteurs YF-21, propulsés par de l'UDMH et du peroxyde d'azote, et un deuxième étage équipé d'un unique moteur YF-24. Le diamètre des deux étages est de 3,35 mètres, permettant ainsi leur transport par voie routière et ferrée.
Par la suite, le pays développera sur la base de la CZ-2C la Longue Marche 2E, servant de lanceur lourd de transition en attendant les premiers vols de la CZ-3B. Elle est équipée de quatre propulseurs latéraux, qui possèdent chacun un moteur YF-20B, fonctionnant avec les mêmes ergols que l'étage central. Cette version servira ensuite à la conception de la CZ-2F destinée au lancement du vaisseau spatial habité Shenzhou. Deux versions modernisées, la CZ-2F/G et 2F/T permettront d'envoyer des vaisseaux Shenzhou plus lourds, ainsi que les stations spatiales Tiangong 1 et Tiangong 2. La tour de sauvetage au sommet du lanceur est elle équipée de propulseurs à poudre, permettant l'éjection du vaisseau en cas de problème lors du décollage.
La Longue Marche 2D n'est pas dérivée des autres CZ-2, mais est en réalité une Longue Marche 4 sans troisième étage à ergols stockables, construite par la SAST. Toutefois, la CZ-2D possède les mêmes moteurs que la Longue Marche 2E, sans ses propulseurs latéraux.
Ces lanceurs Longue Marche 2 sont à la base des versions ultérieures Longue Marche 3, et en moindre mesure des Longue Marche 4 (ces dernières provenant majoritairement du lanceur Tempête 1). La famille peut décoller depuis de multiples pas-de-tirs à travers le pays, tout d'abord depuis le Site 138 (abandonné), le Site 921 (CZ-2F) et le Site 9401 (CZ-2C, CZ-2D) depuis Jiuquan. Mais elle peut aussi partir de Xichang (ZL-2 et ZL-3), ainsi que de la base de Taïyuan (ZL-7 et ZL-9).

### Longue Marche 3
La famille Longue Marche 3 est développée à partir du lanceur Longue Marche 2 pour permettre des lancements en orbite géostationnaire de satellites de télécommunications. Le premier lancement remonte à 1984 et est le point de départ de la commercialisation de lancements par la Chine. Malgré des prix bien inférieurs à ceux pratiqués par les États-Unis, la Russie et l'Europe, le lanceur, victime de quelques ratés, n'a réussi qu'une percée relativement modeste. Dans sa version la plus puissante il peut lancer 5,2 tonnes en orbite de transfert géostationnaire.
Un peu plus de 120 lancements ont eu lieu en 40 ans. Plusieurs versions coexistent, toutes comportent trois étages. Les deux premiers étages sont propulsés, comme les Longue Marche 2, par des moteurs-fusées consommant un mélange d'ergols stockables peroxyde d'azote et UDMH, les YF-21B sur le premier étage, et les YF-24D sur le deuxième. La spécificité du lanceur Longue Marche 3 est le troisième étage propulsé par un moteur brûlant des ergols cryotechniques (oxygène et hydrogène liquide) plus performants, la Chine étant la troisième nation à maîtriser cette technologie après les États-Unis et la France. La charge utile maximale en GTO est de 5 500 kg (version CZ-3B). Toutefois, la version CZ-3B/G3Z (II), inaugurée en 2020, permet de lancer 50 kg supplémentaires.
La CZ-3 était la version initiale du lanceur, qui fut améliorée en CZ-3A, qui possède un premier étage et un troisième étage plus grands. Cette CZ-3A se verra par la suite ajoutée deux, ou quatre propulseurs d'appoints, créant ainsi respectivement les versions CZ-3C et CZ-3B. Il est a noter que sur certains vols, un quatrième étage YZ-3 peut être ajouté. Toutes les Longue Marche 3 sont lancées depuis les ZL-2 et ZL-3 de la base de Xichang.

### Longue Marche 4

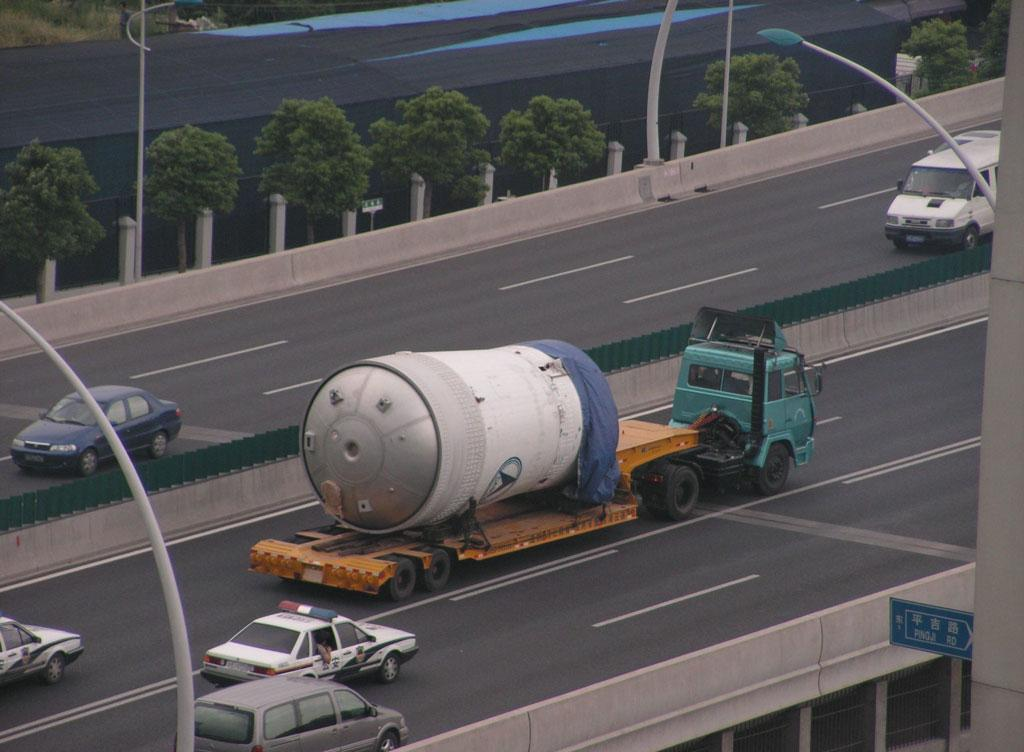
Transfert d'un deuxième étage de Longue Marche 4, ici à Shanghaï.

La famille Longue Marche 4 est développée par l'établissement SAST de Shanghai à partir du lanceur Tempête 1, quasiment identique au Longue Marche 2, pour fournir une solution de repli au cas où le développement du moteur fonctionnant à l'hydrogène et l'oxygène liquide du Longue Marche 3 aurait échoué. Cette famille de lanceurs est utilisée pour lancer les satellites météorologiques et d'observation en orbite héliosynchrone. Après les premiers lancements réussis de la CZ-3, le lanceur continuera à voler, mais se limitera à des versions destinées à l'envoi de satellites de taille moyenne.
Dans sa version la plus puissante, il peut lancer 2,9 tonnes en orbite héliosynchrone depuis la base de Taïyuan. Il comporte trois étages qui sont tous propulsés par des moteurs-fusées consommant un mélange d'ergols stockables peroxyde d'azote et UDMH. Le premier étage est propulsé par quatre YF-21B, là où le deuxième l'est par un unique YF-24B. Le troisième étage quant à lui possède deux moteurs YF-40, qui sont réallumable sur CZ-4C. Le lanceur fut dérivé en une version dépourvue de troisième étage, qui fut par la suite nommée Longue Marche 2D. Les Longue Marche 4 peuvent décoller majoritairement des ZL-7 et ZL-9 de la base de Taïyuan, ainsi que des Site 9401 de Jiuquan et ZL-3 de Xichang.

### Longue Marche 5

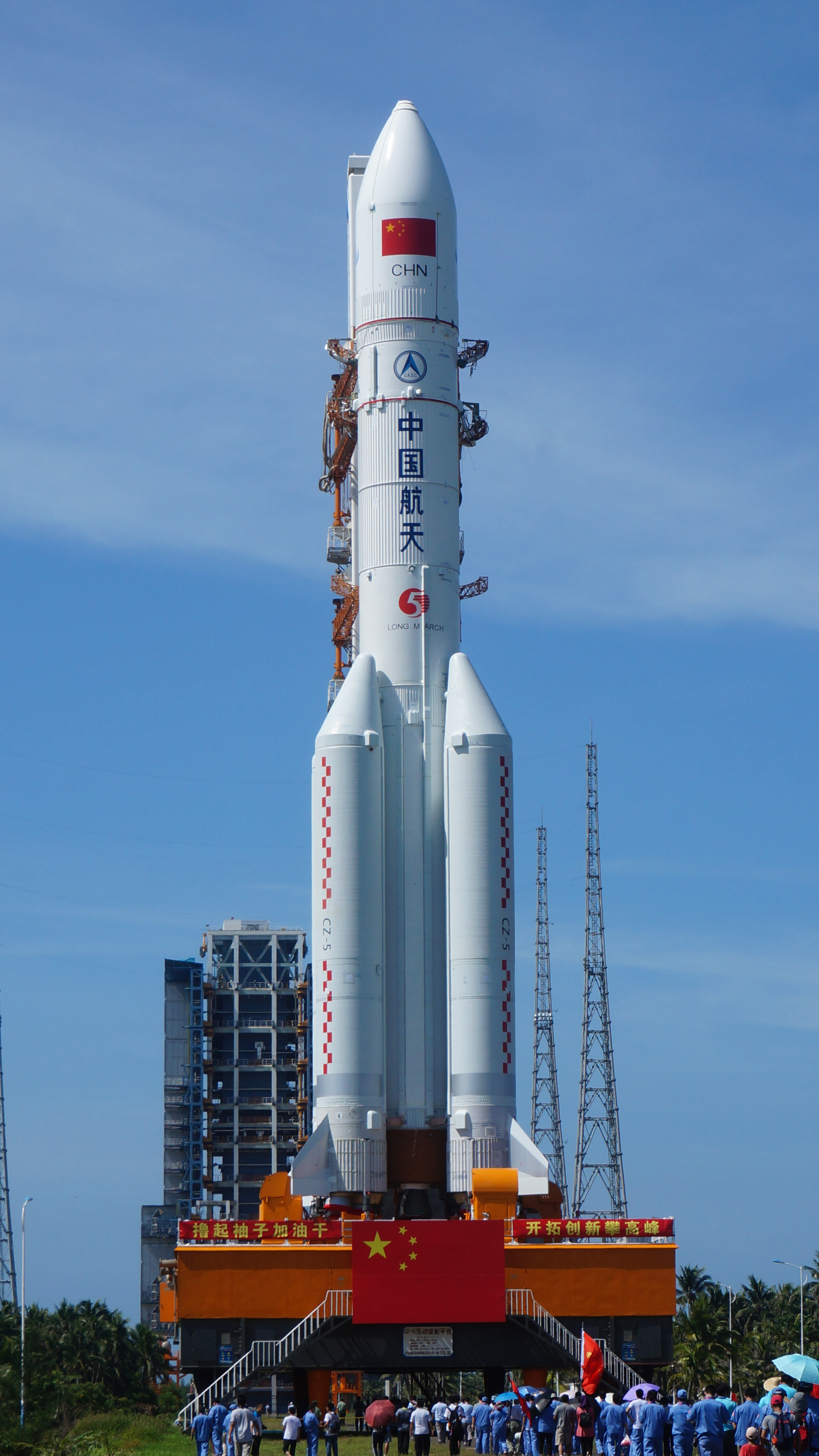
Lanceur Longue Marche 5 sur sa table de transfert.

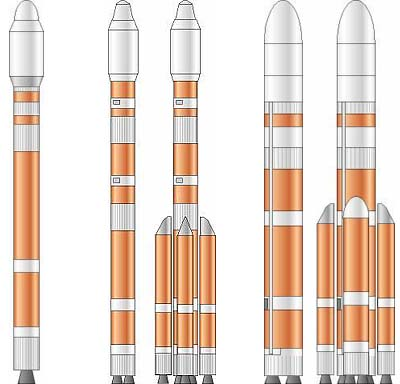
Schéma des lanceurs initialement proposés pour la nouvelle génération. Le lanceur le plus à droite deviendra la CZ-5, et celui du milieu la CZ-7.

Les lanceurs Longue Marche 5 constituent la base d'une nouvelle[Depuis quand ?] famille de fusées chinoises, possédant des étages complètement nouveaux. La CZ-5 est le nouveau lanceur lourd de la Chine, possédant un étage central à ergols cryotechniques (oxygène liquide et hydrogène) équipé de deux moteurs YF-77, deux propulseurs latéraux fonctionnant au kérosène et à l'oxygène liquide (deux moteurs YF-100 sur chaque propulseur), et un deuxième étage également à ergols cryotechniques (deux moteurs YF-75D, provenant du lanceur Longue Marche 3B). Le lanceur peut également se voir ajouter un troisième étage YZ au besoin. La Longue Marche 5 est tirée exclusivement depuis la ZL-101, à partir d'une nouvelle base spatiale située à Wenchang, sur l'île d'Hainan dans le sud-ouest de la Chine.
Cette version initiale est avant tout adaptée pour l'envoi de charges utiles vers l'orbite géostationnaire. En 2020, une nouvelle version dénommée Longue Marche 5B effectua son premier vol. Ce lanceur est lui adapté pour l'orbite basse, et est dépourvu de deuxième étage. C'est la CZ-5B qui est chargée d'emporter les modules de la future grande station spatiale chinoise.
La technologie utilisée sur cette fusée est inspirée en partie du programme soviétique Energiya, la Chine ayant racheté notamment des moteurs RD-120 du lanceur Zenit, ainsi que des RD-0120 du lanceur Energiya, permettant au pays d'acquérir l'expérience nécessaire pour la réalisation de la Longue Marche 5. Les propulseurs d'appoints du lanceur ont été par la suite dérivés en de nombreux autres lanceurs orbitaux, comme la Longue Marche 6, la Longue Marche 7 et la Longue Marche 8.

### Longue Marche 6
La Longue Marche 6 est un lanceur léger, permettant l'envoi de charges utiles en orbite basse jusqu'à 1 500 kg et dont le 1er lancement eut lieu le 19 septembre 2015. La fusée fut développée à partir des technologies utilisées sur la Longue Marche 5. Le premier étage est en effet directement dérivé des propulseurs latéraux du lanceur, mais à la différence de ces derniers, le premier étage de la Longue Marche 6 ne comporte qu'un unique moteur YF-100. Cet étage utilise donc du kérosène et de l'oxygène liquide.
Le deuxième étage est lui entièrement nouveau. Fonctionnant également au kérosène et à l'oxygène liquide, il est propulsé par un unique moteur YF-115. Le troisième étage lui est propulsé par quatre moteurs YF-85, qui pourraient fonctionner au kérosène et au peroxyde d'hydrogène. Le lanceur n'a pour l'instant décollé que depuis la ZL-16 de la base de lancement de Taïyuan, mais devrait être à l'avenir également lancé depuis la nouvelle base de Wenchang, ou depuis la mer.
La Longue Marche 6A, version dérivée, comporte un premier étage allongé, un deuxième étage lui aussi allongé et agrandi pour correspondre au diamètre du premier, et s'est également vue ajoutée quatre propulseurs latéraux. A 4 reprises, ce lanceur a généré plusieurs dizaines voire centaines de débris spatiaux suite à des fragmentations du second étage.

### Longue Marche 7
La Longue Marche 7 fut développée pour devenir un lanceur intermédiaire entre la nouvelle Longue Marche 5 et la Longue Marche 3B. Comme la Longue Marche 6, le lanceur est réalisé en se basant directement sur les technologies utilisées par la Longue Marche 5. Ainsi, le premier étage est composé d'un propulseur d'appoint de CZ-5 équipé de deux moteurs YF-100 fonctionnant au kérosène et à l'oxygène liquide. Le deuxième étage quant à lui est propulsé par quatre moteurs YF-115, qui équipe également la Longue Marche 6 et fonctionne au kérosène et à l'oxygène liquide. Le lanceur possède également quatre propulseurs latéraux, tous comportant un unique moteur YF-100 (kérosène et oxygène liquide). Ces propulseurs latéraux ont une structure dérivée directement des propulseurs latéraux de la CZ-3B, bien qu'ils soient deux fois plus grands. Il est possible d'ajouter au lanceur un troisième étage YZ si besoin.
Après un premier lancement réussi en 2016, la Longue Marche 7 enverra le premier cargo Tianzhou vers la station spatiale Tiangong 2 en 2017[Passage à actualiser]. À l'avenir, le lanceur doit devenir le nouveau lanceur habité chinois, et remplacer la Longue Marche 2F pour le lancement des vaisseaux Shenzhou. Le lanceur est exclusivement tiré depuis la ZL-201 de Wenchang.
En mars 2020, une nouvelle version fera[Passage à actualiser] son premier vol dénommée Longue Marche 7A. Ce nouveau lanceur a pour but l'envoi de satellites en orbite géostationnaire grâce à l'utilisation d'un troisième étage provenant de la Longue Marche 3B, utilisant des ergols cryotechniques (hydrogène et oxygène liquide).

### Longue Marche 8
Le lanceur Longue Marche 8, qui a effectué son premier vol le 22 décembre 2020, est le premier lanceur chinois destiné à devenir partiellement réutilisable, comme le fut avant lui la navette spatiale américaine (1981-2011) puis la fusée suborbitale New Shepard (depuis 2005) et enfin la fusée Falcon 9 (depuis 2010).
Il s'agit d'un lanceur plus puissant que la Longue Marche 6, pour l'envoi de satellites en orbite héliosynchrone. Le premier étage est composé d'une version adaptée d'un propulseur d'appoint de la Longue Marche 5, équipé de deux moteurs YF-100 fonctionnant au kérosène et à l'oxygène liquide. Deux propulseurs d'appoints sont flanqués sur les côtés de l'étage, similaires à ceux de la CZ-7.
Ce bloc constitué du premier étage et des deux propulseurs d'appoints solidaires reviendra se poser à la verticale sur la future version réutilisable Longue Marche 8R (à la manière de la New Shepard ou de la Falcon 9) sur une barge en mer.
Le lanceur dispose d'un deuxième étage composé de deux moteurs YF-75 à ergols cryotechniques (hydrogène et oxygène liquide). Cet étage provient directement du troisième étage qui était utilisé sur le lanceur Longue Marche 3A, en 1994. Le premier lancement a eu lieu en 2020, et à terme le lanceur devrait pouvoir décoller des bases de Xichang et de la ZL-201 de Wenchang,.

### Longue Marche 11

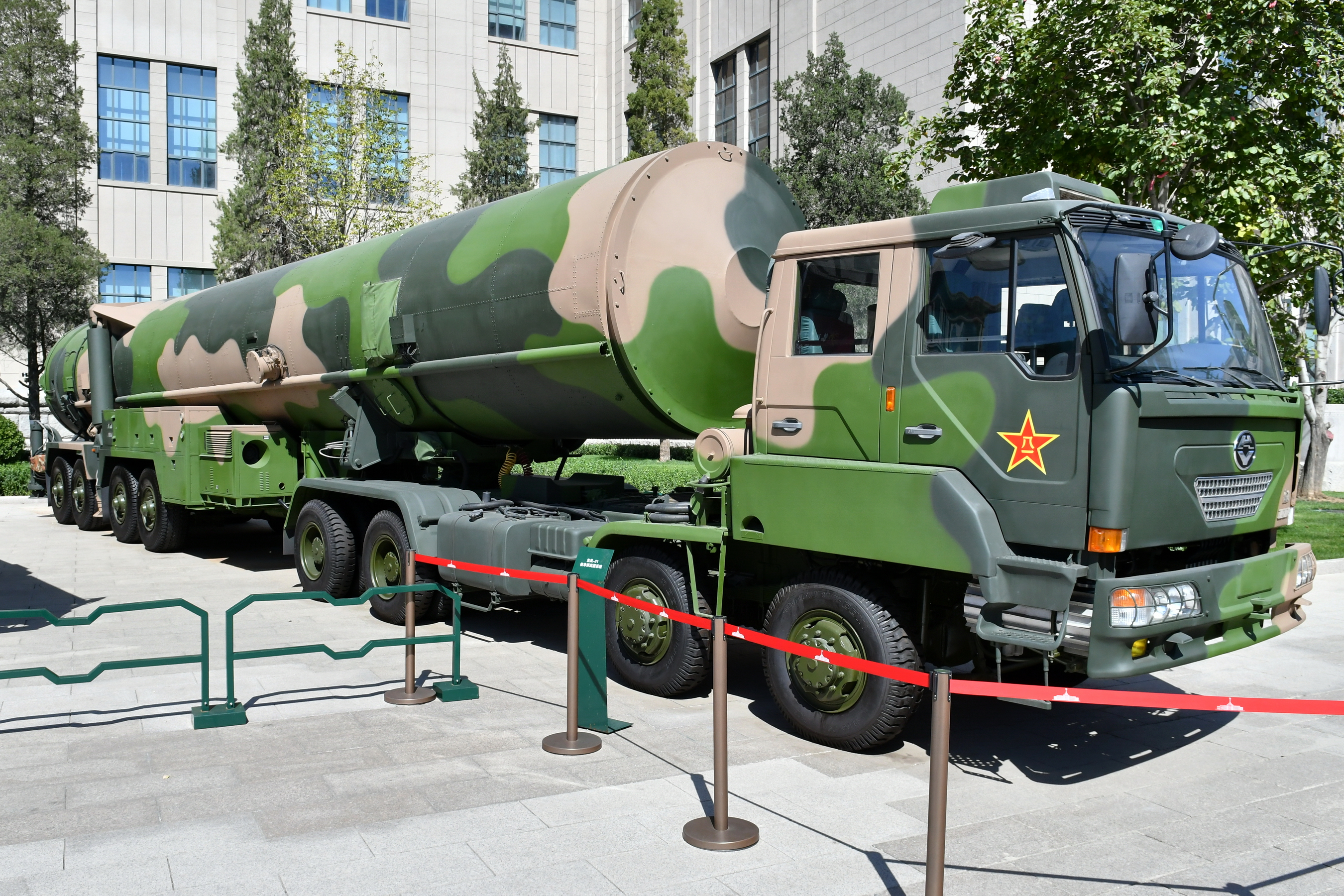
Missile DF-31, dont provient la Longue Marche 11.

La Longue Marche 11, ou CZ-11, est un lanceur léger développé dans les années 2010 à partir du missile balistique DF-31. La CZ-11 est le seul lanceur de la famille des Longue Marche a ne pas avoir de filiation directe avec le reste de la famille, l'origine de son appellation restant mystérieuse.
Comme le missile dont il est tiré, ce lanceur est à propulsion solide sur les quatre étages qui le composent, le premier étage étant d'ailleurs l'étage à poudre le plus gros que la Chine ait développé pour ses lanceurs nationaux. La Longue Marche 11 comporte la particularité notable d'être lancé, comme le missile dont il dérive, d'un silo mobile. La fusée est tout d'abord éjectée par du gaz froid, avant que le moteur ne soit allumé à quelques mètres d'altitude.
En 2019, la Longue Marche 11 devient le cinquième lanceur de l'histoire à être lancé depuis la mer (après Scout (San Marco), Zenit (Odyssey), Volna (sous-marin nucléaire russe) et Shtil (sous-marin nucléaire russe)), depuis une barge reconvertie dénommée Tai Rui. Son système de lancement par éjection du silo évite la conversion onéreuse de la barge en un pas-de-tir avec un carneau pour la flamme. Cette version marine fut dénommée Longue Marche 11H, bien que les différences avec la version initiale soit inconnues.
Mi-2020, la Longue Marche 11 décolla pour la première fois de la base de Xichang, avec une nouvelle coiffe, plus grande. À cette occasion, il fut annoncé qu'une version Longue Marche 11A, plus puissante, était en développement.

## Les futurs lanceursLongue Marche
En 2021, plusieurs évolutions de la famille Longue Marche sont envisagées. Ces nouveaux lanceurs ne sont basés qu'exclusivement sur la nouvelle génération de lanceurs, la Chine souhaitant petit à petit se passer des anciennes Longue Marche 2, 3 et 4.

### Longue Marche 6X
Le lanceur Longue Marche 6 devrait être à l'avenir dérivé en plusieurs versions. La Longue Marche 6X est complètement similaire à la version initiale, mais avec un premier étage allongé, et l'ajout de pieds d'atterrissage et de panneaux de stabilisation, ce qui devra lui permettre de revenir se poser après son vol, à la manière de la Falcon 9 ou de la New Shepard.
D'autres versions de la nouvelle Longue Marche 6A furent également dévoilées lors de son vol inaugural. Une version avec deux propulseurs latéraux, et une sans, devrait ainsi voir le jour.

### Longue Marche 9
La Longue Marche 9 doit devenir le premier lanceur super-lourd chinois, capable de lancer de potentielles missions lunaires et martiennes habitées. Le lanceur posséderait un premier étage de huit à neuf mètres de diamètre, propulsé par quatre moteurs YF-650. Quatre propulseurs latéraux entourent le bloc central, propulsés eux-aussi par quatre moteurs YF-650. Ces deux éléments utilisent du kérosène et de l'oxygène liquide. Le deuxième étage lui est propulsé par deux moteurs YF-220, et le troisième étage par quatre moteurs YF-75D+. Ces deux étages supérieurs fonctionnent tous grâce à de l'hydrogène et de l'oxygène liquide. Le lanceur doit faire son premier vol vers 2030, depuis la base de Wenchang.

### Longue Marche 10
La Longue Marche 10, anciennement dénommée Longue Marche 5DY, sera un lanceur super-lourd de capacité intermédiaire entre la Longue Marche 5 et la Longue Marche 9. Ce lanceur sera composé d'un premier étage et de deux étages identiques en guise de propulseurs d'appoint, sur le modèle de la Falcon Heavy et de la Delta IV Heavy, plus un deuxième et un troisième étage. Le premier étage et les deux propulseurs d'appoint sont propulsés chacun par sept moteurs YF-100K, développant en tout une poussée de 26 270 kiloNewtons. Le deuxième étage est propulsé par deux moteurs YF-100M et le troisième étage par trois moteurs YF-75D consommant des ergols cryogéniques. La Longue Marche 10 a une masse au lancement de 2 187 tonnes et peut lancer 70 tonnes en orbite basse ou 25 tonnes en injection translunaire : cette fusée détient donc des capacités de lancements équivalentes à celles du Space Launch System. Le premier lancement est prévu pour 2027.

## Comparaison des lanceurs

### Synthèse des caractéristiques des différentes versions des lanceursLongue Marche
Tableau mis à jour le 1 mars 2024. Note: Seules les versions orbitales sont présentées.
| Version                         | État             | Dates opérationnel | Ergols               | Remarque | Vols orbitaux (échecs)        | Étages                                         | Hauteur  | Diamètre maximum | Masse au décollage | Poussée au décollage | Charge utile (LEO) | Charge utile (GTO) | Base de lancement                   |
| ------------------------------- | ---------------- | ------------------ | -------------------- | --- | ----------------------------- | ---------------------------------------------- | -------- | ---------------- | ------------------ | -------------------- | ------------------ | ------------------ | ----------------------------------- |
| Lanceurs de première génération |                  |                    |                      | |                               |                                                |          |                  |                    |                      |                    |                    |                                     |
| Longue Marche 1                 | Retirée          | 1970-1971          | Ergols hypergoliques | Basé sur le missile DF-4                                                                                                 | 2                             | 3                                              | 29,86 m  | 2,25 m           | 81,075 t           | 1 020 kN             | 300 kg             | -                  | Jiuquan                             |
| Longue Marche 2                 | Retirée          | 1974-1978          | Ergols hypergoliques | Basé sur le missile DF-5                                                                                                 | 4 (1 échec)                   | 2                                              | 31,17 m  | 3,35 m           | 190 t              | 2 786 kN             | 1 800 kg           | -                  | Jiuquan                             |
| Longue Marche 2C                | En activité      | 1982-              | Ergols hypergoliques | Version de la CZ-2A légèrement améliorée                                                                                 | 83 (1 échec)                  | 2 (3e optionnel)                               | 38,83 m  | 3,35 m           | 192 t              | 2 786 kN             | 2 500 kg           | 1 440 kg           | Jiuquan, Xichang, Taïyuan           |
| Longue Marche 2D                | En activité      | 1992-              | Ergols hypergoliques | Version dérivée de la CZ-4                                                                                               | 86 (1 échec partiel)          | 2 (3e optionnel)                               | 43,35 m  | 3,35 m           | 232 t              | 2 961,6 kN           | 3 300 kg           | -                  | Jiuquan, Xichang, Taïyuan           |
| Longue Marche 2E                | Retirée          | 1990-1995          | Ergols hypergoliques | Version de la CZ-2D avec propulseurs d'appoint                                                                           | 7 (3 échecs, dont 2 partiels) | 2 (4 propulseurs d'appoint)                    | 49,686 m | 7,85 m           | 462 t              | 5 923 kN             | 9 200 kg           | 3 460 kg           | Xichang                             |
| Longue Marche 2F                | Retirée          | 1999-2008          | Ergols hypergoliques | Version de la CZ-2D utilisée pour le lancement des missions habitées (vaisseau Shenzhou). Comprend une tour de sauvetage | 7                             | 2 (4 propulseurs d'appoint)                    | 58,34 m  | 7,85 m           | 480 t              | 5 923 kN             | 8 400 kg           | -                  | Jiuquan                             |
| Longue Marche 2F/G              | En activité      | 2011-              | Ergols hypergoliques | | 10                            | 2 (4 propulseurs d'appoint)                    | 58,34 m  | 7,85 m           | ?                  | 5 923 kN             | 11 200 kg          | -                  | Jiuquan                             |
| Longue Marche 2F/T              | En activité      | 2011-              | Ergols hypergoliques | | 5                             | 2 (4 propulseurs d'appoint)                    | 52,03 m  | 7,85 m           | ?                  | 5 923 kN             | 11 200 kg          | -                  | Jiuquan                             |
| Longue Marche 3                 | Retirée          | 1984-2000          | Ergols hypergoliques | Basé sur le missile DF-5                                                                                                 | 13 (3 échecs partiels)        | 3                                              | 43,8 m   | 3,35 m           | 202 t              | 2 961,6 kN           | 5 000 kg           | 1 340 kg           | Xichang                             |
| Longue Marche 3A                | Inconnu          | 1994-              | Ergols hypergoliques | Version de la CZ-3 avec troisième étage plus performant.                                                                 | 27                            | 3                                              | 52,52 m  | 3,35 m           | 241 t              | 2 961,6 kN           | 8 500 kg           | 2 600 kg           | Xichang                             |
| Longue Marche 3B                | En activité      | 1996-              | Ergols hypergoliques | Version de la CZ-3A équipée de 4 propulseurs d'appoint                                                                   | 93 (4 échecs dont 2 partiels) | 3 (4 propulseurs d'appoint) 4e étage optionnel | 54,84 m  | 7,85 m           | 425,5 t            | 5 923 kN             | 11 500 kg          | 5 550 kg           | Xichang                             |
| Longue Marche 3C                | En activité      | 2008-              | Ergols hypergoliques | Version de la CZ-3A équipée de 2 propulseurs d'appoint                                                                   | 18                            | 3 (2 propulseurs d'appoint)                    | 54,84 m  | 7,85 m           | 345 t              | 4 443 kN             | 9 100 kg           | 3 800 kg           | Xichang                             |
| Longue Marche 4A                | Retirée          | 1988-1990          | Ergols hypergoliques | Basé sur le missile DF-5                                                                                                 | 2                             | 3                                              | 41,9 m   | 3,35 m           | 249 t              | 2 961,6 kN           | 4 000 kg           | 1 100 kg           | Taïyuan                             |
| Longue Marche 4B                | En activité      | 1999-              | Ergols hypergoliques | Version optimisée de la CZ-4A                                                                                            | 48 (1 échec)                  | 3                                              | 46,97 m  | 3,35 m           | 254 t              | 2 961,6 kN           | 4 200 kg           | 1 500 kg           | Jiuquan, Taïyuan                    |
| Longue Marche 4C                | En activité      | 2006-              | Ergols hypergoliques | Version comportant un troisième étage réallumable                                                                        | 53 (2 échecs)                 | 3                                              | 48,73 m  | 3,35 m           | 254 t ?            | 2 961,6 kN           | 4 200 kg ?         | 1 500 kg ?         | Jiuquan, Xichang, Taïyuan           |
| Lanceurs de deuxième génération |                  |                    |                      | |                               |                                                |          |                  |                    |                      |                    |                    |                                     |
| Longue Marche 5                 | En activité      | 2016-              | Kérosène/LOX         | | 6 (1 échec)                   | 2 (4 propulseurs d'appoint)                    | 56,97 m  | 11,7 m           | 869 t              | 10 572 kN            | -                  | 14 000 kg          | Wenchang                            |
| Longue Marche 5B                | En activité      | 2020-              | Kérosène/LOX         | Version de la CZ-5 sans deuxième étage                                                                                   | 4                             | 2                                              | 53,66 m  | 11,7 m           | 837,5 t            | 10 572 kN            | 23 000 kg          | -                  | Wenchang                            |
| Longue Marche 6                 | En activité      | 2015-              | Kérosène/LOX         | | 11                            | 3                                              | 29,237 m | 3,35 m           | 103,2 t            | 1 177 kN             | 1 500 kg           | -                  | Taïyuan                             |
| Longue Marche 6A                | En activité      | 2022-              | Kérosène/LOX         | Version de la CZ-6 équipée de propulseurs d'appoint                                                                      | 1                             | 4 (4 propulseurs d'appoint)                    | 45 m     | 7,35 m           | ?                  | 7 058 kN             | 4 420 kg           | -                  | Taïyuan                             |
| Longue Marche 6C                | En développement | ?                  | Kérosène/LOX         | | -                             | 3                                              | ?        | 3,35 m           | ?                  | 1 177 kN             | ?                  | -                  | Taïyuan                             |
| Longue Marche 7                 | En activité      | 2016-              | Kérosène/LOX         | Multiples variantes potentielles (nbre propulseurs d'appoint, étages supérieurs                                          | 7                             | 2 (4 propulseurs d'appoint) 3e étage optionnel | 53,075 m | 7,85 m           | 597 t              | 7 232 kN             | 13 500 kg          | -                  | Wenchang                            |
| Longue Marche 7A                | En activité      | 2020-              | Kérosène/LOX         | version de la CZ-8 comportant un troisième étage                                                                         | 6 (1 échec)                   | 3 (4 propulseurs d'appoint)                    | 58 m     | 7,85 m           | 566,4 t            | 7 232 kN             | -                  | 6 000 kg           | Wenchang                            |
| Longue Marche 8                 | En activité      | 2020-              | Kérosène/LOX         | A terme réutilisable partiellement (1er étage)                                                                           | 2                             | 2 (2 propulseurs d'appoint)                    | 47 m     | 7,35 m           | ?                  | 4 712 kN             | 7 600 kg           | 2 500 kg           | Wenchang                            |
| Longue Marche 9                 | En développement | 2030 (prévu)       | Méthane/LOX          | Pour les missions lunaire avec équipage                                                                                  | -                             | 3 (4 propulseurs d'appoint)                    | ~ 98 m   | ~ 18 m           | ~ 3 000 t          | ~ 51 000 kN          | ~ 140 000 kg       | ~ 66 000 kg        | Wenchang                            |
| Longue Marche 10                | En développement | 2027 (prévu)       | Kérosène/LOX         | Pour les missions lunaire avec équipage                                                                                  | -                             | 3 (2 propulseurs d'appoint)                    | 91,6 m   | 5 m              | 2 187 t            | 26 270 kN            | 70 000 kg          | ~ 33 000 kg        | Wenchang                            |
| Longue Marche 11                | En activité      | 2015-              | Propergol solide     | Dérivé du missile DF-31                                                                                                  | 12                            | 4                                              | 20,8 m   | 2 m              | 58 t               | 1 176 kN             | 700 kg             | -                  | Jiuquan, Xichang                    |
| Longue Marche 11H               | En activité      | 2019-              | Propergol solide     | Version de la CZ-11 lancée depuis une plateforme marine                                                                  | 5                             | 4                                              | 20,8 m   | 2 m              | 58 t               | 1 176 kN             | 700 kg             | -                  | Barges maritimes                    |
| Longue Marche 11A               | En développement | ?                  | Propergol solide     | Version de la CZ-11 avec un diamètre du premier étage plus important                                                     | -                             |                                                |          | 2,4 m            | Inconnu            | Inconnu              | Inconnu            |                    |                                     |
| Longue Marche 12                | En développement | 2024 (prévu)       | Kérosène/LOX         | Produit par SAST | -                             | 2                                              | 60 m     | 6,8 m            | 435 t              | 50 t                 | 10 t               | -                  | Wenchang, Taiyuan, Jiuquan, Xichang |

### Chronologie de l'utilisation des lanceurs
Note: Ce tableau ne présente que les versions orbitales

## Liste des lancements et statistiques

Arbre généalogique des lanceurs chinois.

Du premier lancement en 1970 au 26 avril 2022, 416 fusées Longue Marche ont été lancées vers l'orbite, depuis cinq bases de lancement différentes. Parmi ces vols, dix se sont soldés par des échecs totaux et huit par des échecs partiels. La base spatiale la plus utilisée pour ces lancements est Xichang, alors que Jiuquan est la base ayant lancée le plus de satellites sur des Longue Marche.
La famille des lanceurs Longue Marche est actuellement la 4e famille de lanceur la plus lancée au monde après Soyouz (plus de 1 900 vols), Cosmos (625 vols) et Delta (plus de 600 vols).
Tableau et graphique ci-dessous mis à jour le 26 avril 2022 :
| Base de lancement | 1er vol orbital | Nombre de vols orbitaux | Échecs (partiels) | Satellites lancés |
| ----------------- | --------------- | ----------------------- | ----------------- | ----------------- |
| Xichang           | 1984            | 168                     | 3 (7)             | 225               |
| Jiuquan           | 1970            | 131                     | 2                 | 248               |
| Taïyuan           | 1988            | 99                      | 3 (1)             | 230               |
| Wenchang          | 2016            | 16                      | 2                 | 45                |
| Vols maritimes    | 2019            | 2                       | 0                 | 16                |

Nombre de vols orbitaux de Longue Marche par année :
| 10 20 30 40 50 1965 1970 1975 1980 1985 1990 1995 2000 2005 2010 2015 2020 Échec Échec partiel Succès Planifié |

## Déroulement d'un lancement

### Fabrication et transport

Carte représentant les différents lieux de production (en rouge) et de lancement (en vert) des Longue Marche.

Les diverses installations utilisées pour la production, l'assemblage et le lancement des Longue Marche sont réparties dans tout le pays. Deux Académies se partagent la fabrication des lanceurs Longue Marche :
La CALT de Pékin, qui dispose de plusieurs sites :
- le site de Pékin, qui réalise les lanceurs Longue Marche 2 (sauf 2D), Longue Marche 3, et anciennement les Longue Marche 1 ;
- le site de Tianjin, qui fabrique partiellement les Longue Marche 5, 7 et 8 ;
- les sites de Xi'an et d'Haiyang, exploités conjointement avec l'AASPT, qui produisent la Longue Marche 11, et prochainement les propulseurs latéraux de la CZ-6A.

La SAST de Shanghaï ne dispose que d'un seul site, dans la même ville, fabriquant les Longue Marche 2D, 4, 6, et partiellement les CZ-5, 7 et 8. Il est à noter que les moteurs équipant les lanceurs Longue Marche sont eux fabriqués par l'AALPT, sur la base 067, sur le Mont Quinling dans le Shaanxi.
Par la suite, les lanceurs sont transférés par différents modes de transport vers leur base de lancement respective. Les étages courts (moins de 6 mètres) peuvent être transférés par voie routière, sur un simple camion, comme c'est par exemple le cas des étages supérieurs de Longue Marche 4, depuis Shanghai vers Taïyuan. Si les étages sont plus longs, alors ils sont transférés par voie ferrée. Ces deux modes de transport contraignent les étages à mesurer au maximum 3,35 mètres de diamètre, afin qu'ils puissent passer les tunnels routiers et ferrés du pays. Pour ne pas dépasser ce chiffre, les ailerons aérodynamiques à la base des lanceurs, ajoutés au début des années 2000, ne sont installés qu'une fois le lanceur sur le pas-de-tir, à la manière des ailerons à la base du lanceur Soyouz.
Toutefois, ce diamètre maximal était extrêmement limitant pour le programme de développement des lanceurs du pays. Ainsi, le premier et le deuxième étage de la Longue Marche 5 possèdent un diamètre qui a pu être augmenté à 5 mètres, grâce tout d'abord à la construction d'une usine dans la ville de Tianjin, capable de manipuler des étages d'une telle taille, mais aussi grâce au transport par voie maritime, directement depuis le port de Tianjin, vers la base de Wenchang, située sur l'Île d'Haïnan. Ces étages ne passent donc ainsi par aucun tunnel, ferré ou routier.

### Assemblage et lancement

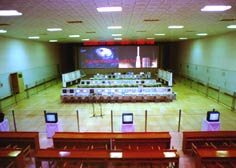
Centre de contrôle de la base de lancement de Xichang, dans le centre du pays.

La Chine dispose de cinq bases de lancement différentes:
- La base de lancement de Jiuquan, qui est la première à avoir été mise en service. Située à l'entrée du Désert de Gobi, elle permet l'envoi des Longue Marche 1, 2 (dont la version habitée CZ-2F), 4 et 11. C'est à ce jour la seule base chinoise pouvant accueillir des vols habités. Elle dispose de plusieurs pas-de-tirs. Tout d'abord, les Sites 138 et 5020, abandonnés, qui servaient au lancement des Longue Marche 1, 2 et 4. De nos jours, seuls le Site 901 (CZ-2 (CZ-2F exclue) et CZ-4) et le Site 9401 (CZ-2F) sont en service pour l'envoi des Longue Marche. Le lanceur à poudre Longue Marche 11 est lui tiré depuis une simple dalle de béton, dénommée Site 95[137].
- La base de lancement de Xichang est la plus haute au monde. Située à quasiment 2 000 mètres d'altitude, elle est nichée au cœur des montagnes du centre de la Chine. Elle possède deux pas-de-tirs, dénommés ZL-2 et ZL-3[N 9], permettant principalement l'envoi de Longue Marche 3, mais aussi plus rarement de Longue Marche 2, et très récemment[Quand ?] de la Longue Marche 4. Enfin, depuis 2020, il est aussi possible de lancer des Longue Marche 11 depuis une plateforme de béton, non nommée. L'absence d'une ZL-1 s'explique par le fait que ce pas-de-tir aurait dû servir à l'envoi du vaisseau habité Shuguang. À l'abandon du programme, la zone prévue fut reconvertie en lieu d'observation des décollages[138].
- La base de lancement de Taïyuan est localisée dans le nord de la Chine, et est idéalement placée pour l'envoi de satellites en orbite polaire ou héliosynchrone. Elle dispose de trois pas-de-tirs consacrés aux lancements de Longue Marche, tout d'abord les ZL-7 et ZL-9[N 10]. De ces deux pas-de-tirs, seules les Longue Marche 2 et 4 peuvent décoller. Enfin, la Longue Marche 6 peut aussi être tirée tirée depuis la ZL-16. Un nouveau pas-de-tir, la ZL-9A, a été construit pour permettre l'envoi des futures[Quand ?] Longue Marche 6A[139].
- La base de lancement de Wenchang est la seule base de lancement insulaire du pays, située sur l'île d'Hainan. En service depuis 2016, elle dispose de deux pas-de-tirs, dénommés ZL-101 et ZL-201 (ou Site 101 et Site 102), pouvant lancer respectivement la Longue Marche 5 et les Longue Marche 7 et 8. Il est également prévu que la base puisse partager avec Jiuquan le rôle d'envoi de missions habités, c'est d'ailleurs d'ici que sont lancés les cargos Tianzhou vers les stations spatiales chinoises. Contrairement à ce que l'on pourrait penser, la base n'est pas indépendante, et est rattachée à la base de Xichang, et fait administrativement partie d'elle, bien que ces deux bases soient distantes de plus de 1 300 kilomètres[140].
- Enfin, les Longue Marche 11 peuvent également être lancées depuis la barge Tai Rui en mer du Japon depuis 2019. Lors de ces vols, le lancement est placé sous la responsabilité de la base de lancement de Taïyuan[141]. Ce type de missions partent du port d'Haiyang[142], et peuvent ensuite se diriger vers des zones proches de l'équateur, afin d'optimiser la masse de la charge utile que le lanceur peut emporter.

Une fois que les lanceurs sont répartis dans leur différentes bases de lancement, les étages sont déchargés des trains et bateaux de transport, pour être transférés par camion dans un bâtiment de préparation de vol, dans lequel ils resteront plusieurs jours. Ensuite, trois modes de lancement sont mis en œuvre, en fonction des lanceurs:
- Les Longue Marche 1, 2 (CZ-2F exclue), 3, 4 et 6 voient leur étages transportés séparément sur le pas-de-tir, toujours par camion. Une fois arrivés, les étages sont hissés à la verticale grâce à une grue située au sommet de la tour de service. Ensuite, le lanceur est rempli en carburant, puis la coiffe contenant la charge utile est installée au sommet du lanceur. Le pas-de-tir de ces versions est extrêmement basique, et les lanceurs reposent uniquement sur quatre points d'appuis dépassants d'une petite structure métallique située au bas de la fusée. Ainsi, ces dernières ne sont aucunement retenues, et aucun système de permet de les empêcher de décoller une fois les moteurs allumés.
- Les Longue Marche 2F, 5, 7 et 8 sont emmenées dans un bâtiment d'assemblage vertical, dans lequel les étages sont placés à la verticale et assemblés, le tout sur une table de lancement pouvant être déplacée sur un rail, permettant son transfert ultérieur vers le pas-de-tir. Cette méthode de préparation est similaire aux lanceurs Saturn américain et Ariane 5 européen, par exemple. Une fois sur le pas-de-tir, une autre structure permet de finaliser les préparations avant le décollage, en entourant complètement le lanceur[143].
- La Longue Marche 11, de par son origine militaire, est transportée sur le pas-de-tir grâce à un TEL (Transporteur-Érecteur-Lanceur), et est lancée depuis ce dernier, sans qu'aucune autre installation ne soit nécessaire. Ainsi, le lanceur peut être théoriquement tiré depuis n'importe quel lieu en Chine.

## Expositions de lanceurs Longue Marche

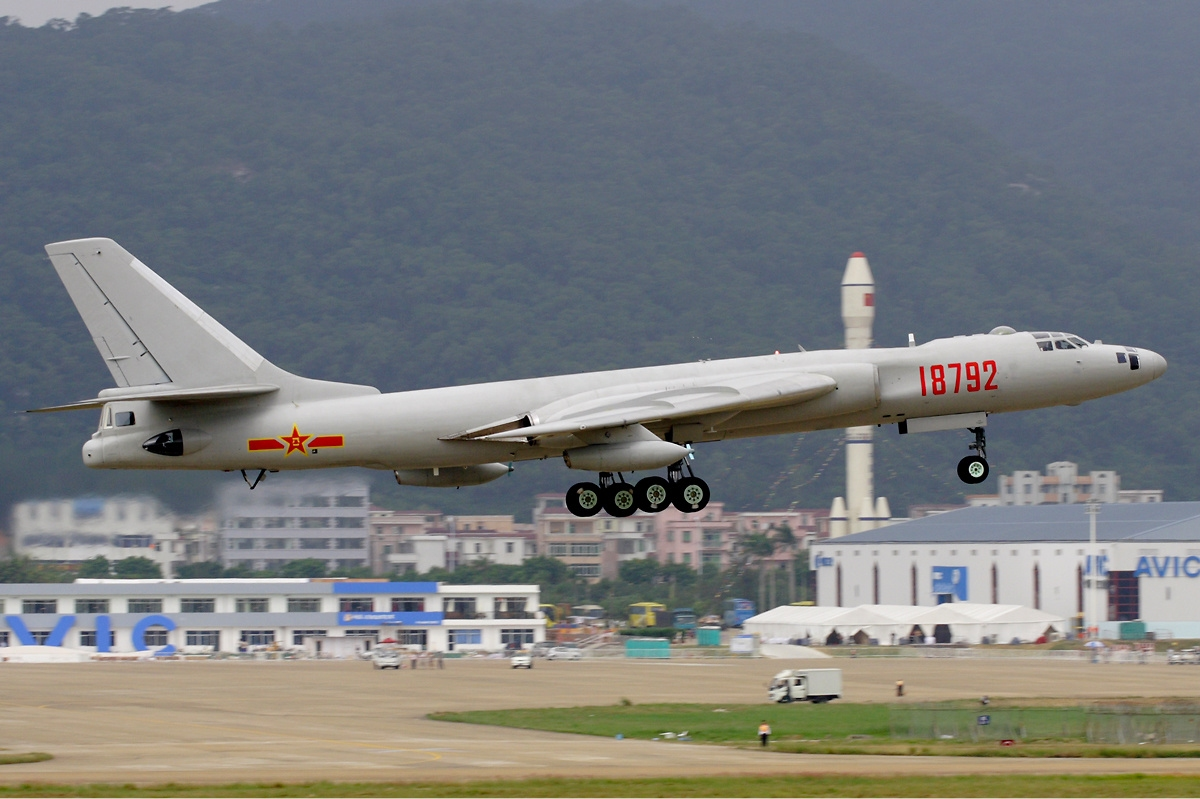
Une des deux fusées du musée de l'aérospatiale de Zhuhai, lors du meeting aérien annuel.

Deux fusées Longue Marche (Longue Marche 2E et Longue Marche 3B) sont visibles au musée de l'aérospatiale, situé sur l'aéroport de Zhuhai Sanzao, dans la province du Guangdong. Après le passage du typhon Hato en 2017, les lanceurs sont retrouvés partiellement détruits, et couchés au sol. Il est incertain que les lanceurs soient toujours sur place.
Il semblerait également qu'un lanceur Longue Marche 3 soit exposé dans un hangar, près de la base de lancement de Xichang.
Des expositions temporaires sont également organisées dans plusieurs villes de Chine. Ainsi, une Longue Marche 2E fut exposée à Hong Kong en 1996, et une Longue Marche 1D le fut en 2017, dans la même ville. Des maquettes des versions existantes ou prévues sont aussi fréquemment présentée au Salon du Bourget, en France.